# Jordin Sparks
Jordin Brianna Sparks (ur. 22 grudnia 1989 w Phoenix) – amerykańska piosenkarka muzyki pop i R&B. 23 maja 2007 wygrała szóstą edycję American Idol i jednocześnie została najmłodszą zwyciężczynią tego programu.

## Życiorys

### Dzieciństwo
Jordin urodziła się w Phoenix w Arizonie, jest córką Jodi Weidman i Phillippiego Sparksa. Ma młodszego brata PJeja (Phillippi Sparks Junior). Jordin mieszkała początkowo w Ridgewood (New Jersey) i uczyła się w szkole Orchard Elementary. Później przeprowadziła się do miasta swojego urodzenia (Phoenix) i uczęszczała do szkoły Northwest Community Christian przez osiem klas. Następnie uczęszczała do wyższej szkoły im. Sandry Day O’Connor aż do 2006 roku, właśnie w tej szkole zaczęła śpiewać.

### American Idol

#### Przed konkursem
W 2006 Jordin Sparks wygrała drugą edycję Drug Free AZ Superstar Search. Przyszła na casting do American Idol 17 stycznia 2007, po czym otrzymała „złoty bilet” dzięki któremu pojechała do Hollywood Round, aby wziąć udział w konkursie.

#### American Idol 2007
| # tygodnia                                 | # tygodnia | # tygodnia | # tygodnia | # tygodnia | # tygodnia | # tygodnia | # tygodnia | # tygodnia | # tygodnia | # tygodnia | # tygodnia | # tygodnia | # tygodnia | # tygodnia | # tygodnia | # tygodnia | # tygodnia | # tygodnia | # tygodnia | # tygodnia | # tygodnia | # tygodnia | # tygodnia | # tygodnia | # tygodnia | # tygodnia | # tygodnia | # tygodnia | # tygodnia | # tygodnia | # tygodnia | # tygodnia | # tygodnia | # tygodnia | # tygodnia | # tygodnia | # tygodnia | # tygodnia | # tygodnia | # tygodnia | # tygodnia | # tygodnia | # tygodnia | # tygodnia | # tygodnia | # tygodnia | # tygodnia | # tygodnia | # tygodnia | # tygodnia | # tygodnia | # tygodnia | # tygodnia | # tygodnia | # tygodnia | # tygodnia | # tygodnia | # tygodnia | # tygodnia | # tygodnia | # tygodnia | # tygodnia | # tygodnia | # tygodnia | # tygodnia | # tygodnia | # tygodnia | # tygodnia | # tygodnia | # tygodnia | # tygodnia | # tygodnia | # tygodnia | # tygodnia | # tygodnia | # tygodnia | # tygodnia | # tygodnia | # tygodnia | # tygodnia | # tygodnia | # tygodnia | # tygodnia | # tygodnia | # tygodnia | # tygodnia | # tygodnia | # tygodnia | # tygodnia | # tygodnia | # tygodnia | # tygodnia | # tygodnia | # tygodnia | # tygodnia | # tygodnia | # tygodnia | # tygodnia | # tygodnia | Piosenka                                                                             | Piosenka                                                                             | Piosenka                                                                             | Piosenka                                                                             | Piosenka                                                                             | Piosenka                                                                             | Piosenka                                                                             | Piosenka                                                                             | Piosenka                                                                             | Piosenka                                                                             | Piosenka                                                                             | Piosenka                                                                             | Piosenka                                                                             | Piosenka                                                                             | Piosenka                                                                             | Piosenka                                                                             | Piosenka                                                                             | Piosenka                                                                             | Piosenka                                                                             | Piosenka                                                                             | Piosenka                                                                             | Piosenka                                                                             | Piosenka                                                                             | Piosenka                                                                             | Piosenka                                                                             | Piosenka                                                                             | Piosenka                                                                             | Piosenka                                                                             | Piosenka                                                                             | Piosenka                                                                             | Piosenka                                                                             | Piosenka                                                                             | Piosenka                                                                             | Piosenka                                                                             | Piosenka                                                                             | Piosenka                                                                             | Piosenka                                                                             | Piosenka                                                                             | Piosenka                                                                             | Piosenka                                                                             | Piosenka                                                                             | Piosenka                                                                             | Piosenka                                                                             | Piosenka                                                                             | Piosenka                                                                             | Piosenka                                                                             | Piosenka                                                                             | Piosenka                                                                             | Piosenka                                                                             | Piosenka                                                                             | Piosenka                                                                             | Piosenka                                                                             | Piosenka                                                                             | Piosenka                                                                             | Piosenka                                                                             | Piosenka                                                                             | Piosenka                                                                             | Piosenka                                                                             | Piosenka                                                                             | Piosenka                                                                             | Piosenka                                                                             | Piosenka                                                                             | Piosenka                                                                             | Piosenka                                                                             | Piosenka                                                                             | Piosenka                                                                             | Piosenka                                                                             | Piosenka                                                                             | Piosenka                                                                             | Piosenka                                                                             | Piosenka                                                                             | Piosenka                                                                             | Piosenka                                                                             | Piosenka                                                                             | Piosenka                                                                             | Piosenka                                                                             | Piosenka                                                                             | Piosenka                                                                             | Piosenka                                                                             | Piosenka                                                                             | Piosenka                                                                             | Piosenka                                                                             | Piosenka                                                                             | Piosenka                                                                             | Piosenka                                                                             | Piosenka                                                                             | Piosenka                                                                             | Piosenka                                                                             | Piosenka                                                                             | Piosenka                                                                             | Piosenka                                                                             | Piosenka                                                                             | Piosenka                                                                             | Piosenka                                                                             | Piosenka                                                                             | Piosenka                                                                             | Piosenka                                                                             | Piosenka                                                                             | Piosenka                                                                             | Piosenka                                                                             | Oryginał                                         | Oryginał                                         | Oryginał                                         | Oryginał                                         | Oryginał                                         | Oryginał                                         | Oryginał                                         | Oryginał                                         | Oryginał                                         | Oryginał                                         | Oryginał                                         | Oryginał                                         | Oryginał                                         | Oryginał                                         | Oryginał                                         | Oryginał                                         | Oryginał                                         | Oryginał                                         | Oryginał                                         | Oryginał                                         | Oryginał                                         | Oryginał                                         | Oryginał                                         | Oryginał                                         | Oryginał                                         | Oryginał                                         | Oryginał                                         | Oryginał                                         | Oryginał                                         | Oryginał                                         | Oryginał                                         | Oryginał                                         | Oryginał                                         | Oryginał                                         | Oryginał                                         | Oryginał                                         | Oryginał                                         | Oryginał                                         | Oryginał                                         | Oryginał                                         | Oryginał                                         | Oryginał                                         | Oryginał                                         | Oryginał                                         | Oryginał                                         | Oryginał                                         | Oryginał                                         | Oryginał                                         | Oryginał                                         | Oryginał                                         | Oryginał                                         | Oryginał                                         | Oryginał                                         | Oryginał                                         | Oryginał                                         | Oryginał                                         | Oryginał                                         | Oryginał                                         | Oryginał                                         | Oryginał                                         | Oryginał                                         | Oryginał                                         | Oryginał                                         | Oryginał                                         | Oryginał                                         | Oryginał                                         | Oryginał                                         | Oryginał                                         | Oryginał                                         | Oryginał                                         | Oryginał                                         | Oryginał                                         | Oryginał                                         | Oryginał                                         | Oryginał                                         | Oryginał                                         | Oryginał                                         | Oryginał                                         | Oryginał                                         | Oryginał                                         | Oryginał                                         | Oryginał                                         | Oryginał                                         | Oryginał                                         | Oryginał                                         | Oryginał                                         | Oryginał                                         | Oryginał                                         | Oryginał                                         | Oryginał                                         | Oryginał                                         | Oryginał                                         | Oryginał                                         | Oryginał                                         | Oryginał                                         | Oryginał                                         | Oryginał                                         | Oryginał                                         | Oryginał                                         | Oryginał                                         | Rezultat         | Rezultat         | Rezultat         | Rezultat         | Rezultat         | Rezultat         | Rezultat         | Rezultat         | Rezultat         | Rezultat         | Rezultat         | Rezultat         | Rezultat         | Rezultat         | Rezultat         | Rezultat         | Rezultat         | Rezultat         | Rezultat         | Rezultat         | Rezultat         | Rezultat         | Rezultat         | Rezultat         | Rezultat         | Rezultat         | Rezultat         | Rezultat         | Rezultat         | Rezultat         | Rezultat         | Rezultat         | Rezultat         | Rezultat         | Rezultat         | Rezultat         | Rezultat         | Rezultat         | Rezultat         | Rezultat         | Rezultat         | Rezultat         | Rezultat         | Rezultat         | Rezultat         | Rezultat         | Rezultat         | Rezultat         | Rezultat         | Rezultat         | Rezultat         | Rezultat         | Rezultat         | Rezultat         | Rezultat         | Rezultat         | Rezultat         | Rezultat         | Rezultat         | Rezultat         | Rezultat         | Rezultat         | Rezultat         | Rezultat         | Rezultat         | Rezultat         | Rezultat         | Rezultat         | Rezultat         | Rezultat         | Rezultat         | Rezultat         | Rezultat         | Rezultat         | Rezultat         | Rezultat         | Rezultat         | Rezultat         | Rezultat         | Rezultat         | Rezultat         | Rezultat         | Rezultat         | Rezultat         | Rezultat         | Rezultat         | Rezultat         | Rezultat         | Rezultat         | Rezultat         | Rezultat         | Rezultat         | Rezultat         | Rezultat         | Rezultat         | Rezultat         | Rezultat         | Rezultat         | Rezultat         | Rezultat         |
| Top 24                                     | Top 24     | Top 24     | Top 24     | Top 24     | Top 24     | Top 24     | Top 24     | Top 24     | Top 24     | Top 24     | Top 24     | Top 24     | Top 24     | Top 24     | Top 24     | Top 24     | Top 24     | Top 24     | Top 24     | Top 24     | Top 24     | Top 24     | Top 24     | Top 24     | Top 24     | Top 24     | Top 24     | Top 24     | Top 24     | Top 24     | Top 24     | Top 24     | Top 24     | Top 24     | Top 24     | Top 24     | Top 24     | Top 24     | Top 24     | Top 24     | Top 24     | Top 24     | Top 24     | Top 24     | Top 24     | Top 24     | Top 24     | Top 24     | Top 24     | Top 24     | Top 24     | Top 24     | Top 24     | Top 24     | Top 24     | Top 24     | Top 24     | Top 24     | Top 24     | Top 24     | Top 24     | Top 24     | Top 24     | Top 24     | Top 24     | Top 24     | Top 24     | Top 24     | Top 24     | Top 24     | Top 24     | Top 24     | Top 24     | Top 24     | Top 24     | Top 24     | Top 24     | Top 24     | Top 24     | Top 24     | Top 24     | Top 24     | Top 24     | Top 24     | Top 24     | Top 24     | Top 24     | Top 24     | Top 24     | Top 24     | Top 24     | Top 24     | Top 24     | Top 24     | Top 24     | Top 24     | Top 24     | Top 24     | Top 24     | "Give Me One Reason"                                                                 | "Give Me One Reason"                                                                 | "Give Me One Reason"                                                                 | "Give Me One Reason"                                                                 | "Give Me One Reason"                                                                 | "Give Me One Reason"                                                                 | "Give Me One Reason"                                                                 | "Give Me One Reason"                                                                 | "Give Me One Reason"                                                                 | "Give Me One Reason"                                                                 | "Give Me One Reason"                                                                 | "Give Me One Reason"                                                                 | "Give Me One Reason"                                                                 | "Give Me One Reason"                                                                 | "Give Me One Reason"                                                                 | "Give Me One Reason"                                                                 | "Give Me One Reason"                                                                 | "Give Me One Reason"                                                                 | "Give Me One Reason"                                                                 | "Give Me One Reason"                                                                 | "Give Me One Reason"                                                                 | "Give Me One Reason"                                                                 | "Give Me One Reason"                                                                 | "Give Me One Reason"                                                                 | "Give Me One Reason"                                                                 | "Give Me One Reason"                                                                 | "Give Me One Reason"                                                                 | "Give Me One Reason"                                                                 | "Give Me One Reason"                                                                 | "Give Me One Reason"                                                                 | "Give Me One Reason"                                                                 | "Give Me One Reason"                                                                 | "Give Me One Reason"                                                                 | "Give Me One Reason"                                                                 | "Give Me One Reason"                                                                 | "Give Me One Reason"                                                                 | "Give Me One Reason"                                                                 | "Give Me One Reason"                                                                 | "Give Me One Reason"                                                                 | "Give Me One Reason"                                                                 | "Give Me One Reason"                                                                 | "Give Me One Reason"                                                                 | "Give Me One Reason"                                                                 | "Give Me One Reason"                                                                 | "Give Me One Reason"                                                                 | "Give Me One Reason"                                                                 | "Give Me One Reason"                                                                 | "Give Me One Reason"                                                                 | "Give Me One Reason"                                                                 | "Give Me One Reason"                                                                 | "Give Me One Reason"                                                                 | "Give Me One Reason"                                                                 | "Give Me One Reason"                                                                 | "Give Me One Reason"                                                                 | "Give Me One Reason"                                                                 | "Give Me One Reason"                                                                 | "Give Me One Reason"                                                                 | "Give Me One Reason"                                                                 | "Give Me One Reason"                                                                 | "Give Me One Reason"                                                                 | "Give Me One Reason"                                                                 | "Give Me One Reason"                                                                 | "Give Me One Reason"                                                                 | "Give Me One Reason"                                                                 | "Give Me One Reason"                                                                 | "Give Me One Reason"                                                                 | "Give Me One Reason"                                                                 | "Give Me One Reason"                                                                 | "Give Me One Reason"                                                                 | "Give Me One Reason"                                                                 | "Give Me One Reason"                                                                 | "Give Me One Reason"                                                                 | "Give Me One Reason"                                                                 | "Give Me One Reason"                                                                 | "Give Me One Reason"                                                                 | "Give Me One Reason"                                                                 | "Give Me One Reason"                                                                 | "Give Me One Reason"                                                                 | "Give Me One Reason"                                                                 | "Give Me One Reason"                                                                 | "Give Me One Reason"                                                                 | "Give Me One Reason"                                                                 | "Give Me One Reason"                                                                 | "Give Me One Reason"                                                                 | "Give Me One Reason"                                                                 | "Give Me One Reason"                                                                 | "Give Me One Reason"                                                                 | "Give Me One Reason"                                                                 | "Give Me One Reason"                                                                 | "Give Me One Reason"                                                                 | "Give Me One Reason"                                                                 | "Give Me One Reason"                                                                 | "Give Me One Reason"                                                                 | "Give Me One Reason"                                                                 | "Give Me One Reason"                                                                 | "Give Me One Reason"                                                                 | "Give Me One Reason"                                                                 | "Give Me One Reason"                                                                 | "Give Me One Reason"                                                                 | "Give Me One Reason"                                                                 | Tracy Chapman                                    | Tracy Chapman                                    | Tracy Chapman                                    | Tracy Chapman                                    | Tracy Chapman                                    | Tracy Chapman                                    | Tracy Chapman                                    | Tracy Chapman                                    | Tracy Chapman                                    | Tracy Chapman                                    | Tracy Chapman                                    | Tracy Chapman                                    | Tracy Chapman                                    | Tracy Chapman                                    | Tracy Chapman                                    | Tracy Chapman                                    | Tracy Chapman                                    | Tracy Chapman                                    | Tracy Chapman                                    | Tracy Chapman                                    | Tracy Chapman                                    | Tracy Chapman                                    | Tracy Chapman                                    | Tracy Chapman                                    | Tracy Chapman                                    | Tracy Chapman                                    | Tracy Chapman                                    | Tracy Chapman                                    | Tracy Chapman                                    | Tracy Chapman                                    | Tracy Chapman                                    | Tracy Chapman                                    | Tracy Chapman                                    | Tracy Chapman                                    | Tracy Chapman                                    | Tracy Chapman                                    | Tracy Chapman                                    | Tracy Chapman                                    | Tracy Chapman                                    | Tracy Chapman                                    | Tracy Chapman                                    | Tracy Chapman                                    | Tracy Chapman                                    | Tracy Chapman                                    | Tracy Chapman                                    | Tracy Chapman                                    | Tracy Chapman                                    | Tracy Chapman                                    | Tracy Chapman                                    | Tracy Chapman                                    | Tracy Chapman                                    | Tracy Chapman                                    | Tracy Chapman                                    | Tracy Chapman                                    | Tracy Chapman                                    | Tracy Chapman                                    | Tracy Chapman                                    | Tracy Chapman                                    | Tracy Chapman                                    | Tracy Chapman                                    | Tracy Chapman                                    | Tracy Chapman                                    | Tracy Chapman                                    | Tracy Chapman                                    | Tracy Chapman                                    | Tracy Chapman                                    | Tracy Chapman                                    | Tracy Chapman                                    | Tracy Chapman                                    | Tracy Chapman                                    | Tracy Chapman                                    | Tracy Chapman                                    | Tracy Chapman                                    | Tracy Chapman                                    | Tracy Chapman                                    | Tracy Chapman                                    | Tracy Chapman                                    | Tracy Chapman                                    | Tracy Chapman                                    | Tracy Chapman                                    | Tracy Chapman                                    | Tracy Chapman                                    | Tracy Chapman                                    | Tracy Chapman                                    | Tracy Chapman                                    | Tracy Chapman                                    | Tracy Chapman                                    | Tracy Chapman                                    | Tracy Chapman                                    | Tracy Chapman                                    | Tracy Chapman                                    | Tracy Chapman                                    | Tracy Chapman                                    | Tracy Chapman                                    | Tracy Chapman                                    | Tracy Chapman                                    | Tracy Chapman                                    | Tracy Chapman                                    | Tracy Chapman                                    | Tracy Chapman                                    | —                | —                | —                | —                | —                | —                | —                | —                | —                | —                | —                | —                | —                | —                | —                | —                | —                | —                | —                | —                | —                | —                | —                | —                | —                | —                | —                | —                | —                | —                | —                | —                | —                | —                | —                | —                | —                | —                | —                | —                | —                | —                | —                | —                | —                | —                | —                | —                | —                | —                | —                | —                | —                | —                | —                | —                | —                | —                | —                | —                | —                | —                | —                | —                | —                | —                | —                | —                | —                | —                | —                | —                | —                | —                | —                | —                | —                | —                | —                | —                | —                | —                | —                | —                | —                | —                | —                | —                | —                | —                | —                | —                | —                | —                | —                | —                | —                | —                | —                | —                |
| Top 20                                     | Top 20     | Top 20     | Top 20     | Top 20     | Top 20     | Top 20     | Top 20     | Top 20     | Top 20     | Top 20     | Top 20     | Top 20     | Top 20     | Top 20     | Top 20     | Top 20     | Top 20     | Top 20     | Top 20     | Top 20     | Top 20     | Top 20     | Top 20     | Top 20     | Top 20     | Top 20     | Top 20     | Top 20     | Top 20     | Top 20     | Top 20     | Top 20     | Top 20     | Top 20     | Top 20     | Top 20     | Top 20     | Top 20     | Top 20     | Top 20     | Top 20     | Top 20     | Top 20     | Top 20     | Top 20     | Top 20     | Top 20     | Top 20     | Top 20     | Top 20     | Top 20     | Top 20     | Top 20     | Top 20     | Top 20     | Top 20     | Top 20     | Top 20     | Top 20     | Top 20     | Top 20     | Top 20     | Top 20     | Top 20     | Top 20     | Top 20     | Top 20     | Top 20     | Top 20     | Top 20     | Top 20     | Top 20     | Top 20     | Top 20     | Top 20     | Top 20     | Top 20     | Top 20     | Top 20     | Top 20     | Top 20     | Top 20     | Top 20     | Top 20     | Top 20     | Top 20     | Top 20     | Top 20     | Top 20     | Top 20     | Top 20     | Top 20     | Top 20     | Top 20     | Top 20     | Top 20     | Top 20     | Top 20     | Top 20     | "Reflection"                                                                         | "Reflection"                                                                         | "Reflection"                                                                         | "Reflection"                                                                         | "Reflection"                                                                         | "Reflection"                                                                         | "Reflection"                                                                         | "Reflection"                                                                         | "Reflection"                                                                         | "Reflection"                                                                         | "Reflection"                                                                         | "Reflection"                                                                         | "Reflection"                                                                         | "Reflection"                                                                         | "Reflection"                                                                         | "Reflection"                                                                         | "Reflection"                                                                         | "Reflection"                                                                         | "Reflection"                                                                         | "Reflection"                                                                         | "Reflection"                                                                         | "Reflection"                                                                         | "Reflection"                                                                         | "Reflection"                                                                         | "Reflection"                                                                         | "Reflection"                                                                         | "Reflection"                                                                         | "Reflection"                                                                         | "Reflection"                                                                         | "Reflection"                                                                         | "Reflection"                                                                         | "Reflection"                                                                         | "Reflection"                                                                         | "Reflection"                                                                         | "Reflection"                                                                         | "Reflection"                                                                         | "Reflection"                                                                         | "Reflection"                                                                         | "Reflection"                                                                         | "Reflection"                                                                         | "Reflection"                                                                         | "Reflection"                                                                         | "Reflection"                                                                         | "Reflection"                                                                         | "Reflection"                                                                         | "Reflection"                                                                         | "Reflection"                                                                         | "Reflection"                                                                         | "Reflection"                                                                         | "Reflection"                                                                         | "Reflection"                                                                         | "Reflection"                                                                         | "Reflection"                                                                         | "Reflection"                                                                         | "Reflection"                                                                         | "Reflection"                                                                         | "Reflection"                                                                         | "Reflection"                                                                         | "Reflection"                                                                         | "Reflection"                                                                         | "Reflection"                                                                         | "Reflection"                                                                         | "Reflection"                                                                         | "Reflection"                                                                         | "Reflection"                                                                         | "Reflection"                                                                         | "Reflection"                                                                         | "Reflection"                                                                         | "Reflection"                                                                         | "Reflection"                                                                         | "Reflection"                                                                         | "Reflection"                                                                         | "Reflection"                                                                         | "Reflection"                                                                         | "Reflection"                                                                         | "Reflection"                                                                         | "Reflection"                                                                         | "Reflection"                                                                         | "Reflection"                                                                         | "Reflection"                                                                         | "Reflection"                                                                         | "Reflection"                                                                         | "Reflection"                                                                         | "Reflection"                                                                         | "Reflection"                                                                         | "Reflection"                                                                         | "Reflection"                                                                         | "Reflection"                                                                         | "Reflection"                                                                         | "Reflection"                                                                         | "Reflection"                                                                         | "Reflection"                                                                         | "Reflection"                                                                         | "Reflection"                                                                         | "Reflection"                                                                         | "Reflection"                                                                         | "Reflection"                                                                         | "Reflection"                                                                         | "Reflection"                                                                         | "Reflection"                                                                         | Christina Aguilera                               | Christina Aguilera                               | Christina Aguilera                               | Christina Aguilera                               | Christina Aguilera                               | Christina Aguilera                               | Christina Aguilera                               | Christina Aguilera                               | Christina Aguilera                               | Christina Aguilera                               | Christina Aguilera                               | Christina Aguilera                               | Christina Aguilera                               | Christina Aguilera                               | Christina Aguilera                               | Christina Aguilera                               | Christina Aguilera                               | Christina Aguilera                               | Christina Aguilera                               | Christina Aguilera                               | Christina Aguilera                               | Christina Aguilera                               | Christina Aguilera                               | Christina Aguilera                               | Christina Aguilera                               | Christina Aguilera                               | Christina Aguilera                               | Christina Aguilera                               | Christina Aguilera                               | Christina Aguilera                               | Christina Aguilera                               | Christina Aguilera                               | Christina Aguilera                               | Christina Aguilera                               | Christina Aguilera                               | Christina Aguilera                               | Christina Aguilera                               | Christina Aguilera                               | Christina Aguilera                               | Christina Aguilera                               | Christina Aguilera                               | Christina Aguilera                               | Christina Aguilera                               | Christina Aguilera                               | Christina Aguilera                               | Christina Aguilera                               | Christina Aguilera                               | Christina Aguilera                               | Christina Aguilera                               | Christina Aguilera                               | Christina Aguilera                               | Christina Aguilera                               | Christina Aguilera                               | Christina Aguilera                               | Christina Aguilera                               | Christina Aguilera                               | Christina Aguilera                               | Christina Aguilera                               | Christina Aguilera                               | Christina Aguilera                               | Christina Aguilera                               | Christina Aguilera                               | Christina Aguilera                               | Christina Aguilera                               | Christina Aguilera                               | Christina Aguilera                               | Christina Aguilera                               | Christina Aguilera                               | Christina Aguilera                               | Christina Aguilera                               | Christina Aguilera                               | Christina Aguilera                               | Christina Aguilera                               | Christina Aguilera                               | Christina Aguilera                               | Christina Aguilera                               | Christina Aguilera                               | Christina Aguilera                               | Christina Aguilera                               | Christina Aguilera                               | Christina Aguilera                               | Christina Aguilera                               | Christina Aguilera                               | Christina Aguilera                               | Christina Aguilera                               | Christina Aguilera                               | Christina Aguilera                               | Christina Aguilera                               | Christina Aguilera                               | Christina Aguilera                               | Christina Aguilera                               | Christina Aguilera                               | Christina Aguilera                               | Christina Aguilera                               | Christina Aguilera                               | Christina Aguilera                               | Christina Aguilera                               | Christina Aguilera                               | Christina Aguilera                               | Christina Aguilera                               | —                | —                | —                | —                | —                | —                | —                | —                | —                | —                | —                | —                | —                | —                | —                | —                | —                | —                | —                | —                | —                | —                | —                | —                | —                | —                | —                | —                | —                | —                | —                | —                | —                | —                | —                | —                | —                | —                | —                | —                | —                | —                | —                | —                | —                | —                | —                | —                | —                | —                | —                | —                | —                | —                | —                | —                | —                | —                | —                | —                | —                | —                | —                | —                | —                | —                | —                | —                | —                | —                | —                | —                | —                | —                | —                | —                | —                | —                | —                | —                | —                | —                | —                | —                | —                | —                | —                | —                | —                | —                | —                | —                | —                | —                | —                | —                | —                | —                | —                | —                |
| Top 16                                     | Top 16     | Top 16     | Top 16     | Top 16     | Top 16     | Top 16     | Top 16     | Top 16     | Top 16     | Top 16     | Top 16     | Top 16     | Top 16     | Top 16     | Top 16     | Top 16     | Top 16     | Top 16     | Top 16     | Top 16     | Top 16     | Top 16     | Top 16     | Top 16     | Top 16     | Top 16     | Top 16     | Top 16     | Top 16     | Top 16     | Top 16     | Top 16     | Top 16     | Top 16     | Top 16     | Top 16     | Top 16     | Top 16     | Top 16     | Top 16     | Top 16     | Top 16     | Top 16     | Top 16     | Top 16     | Top 16     | Top 16     | Top 16     | Top 16     | Top 16     | Top 16     | Top 16     | Top 16     | Top 16     | Top 16     | Top 16     | Top 16     | Top 16     | Top 16     | Top 16     | Top 16     | Top 16     | Top 16     | Top 16     | Top 16     | Top 16     | Top 16     | Top 16     | Top 16     | Top 16     | Top 16     | Top 16     | Top 16     | Top 16     | Top 16     | Top 16     | Top 16     | Top 16     | Top 16     | Top 16     | Top 16     | Top 16     | Top 16     | Top 16     | Top 16     | Top 16     | Top 16     | Top 16     | Top 16     | Top 16     | Top 16     | Top 16     | Top 16     | Top 16     | Top 16     | Top 16     | Top 16     | Top 16     | Top 16     | "Heartbreaker"                                                                       | "Heartbreaker"                                                                       | "Heartbreaker"                                                                       | "Heartbreaker"                                                                       | "Heartbreaker"                                                                       | "Heartbreaker"                                                                       | "Heartbreaker"                                                                       | "Heartbreaker"                                                                       | "Heartbreaker"                                                                       | "Heartbreaker"                                                                       | "Heartbreaker"                                                                       | "Heartbreaker"                                                                       | "Heartbreaker"                                                                       | "Heartbreaker"                                                                       | "Heartbreaker"                                                                       | "Heartbreaker"                                                                       | "Heartbreaker"                                                                       | "Heartbreaker"                                                                       | "Heartbreaker"                                                                       | "Heartbreaker"                                                                       | "Heartbreaker"                                                                       | "Heartbreaker"                                                                       | "Heartbreaker"                                                                       | "Heartbreaker"                                                                       | "Heartbreaker"                                                                       | "Heartbreaker"                                                                       | "Heartbreaker"                                                                       | "Heartbreaker"                                                                       | "Heartbreaker"                                                                       | "Heartbreaker"                                                                       | "Heartbreaker"                                                                       | "Heartbreaker"                                                                       | "Heartbreaker"                                                                       | "Heartbreaker"                                                                       | "Heartbreaker"                                                                       | "Heartbreaker"                                                                       | "Heartbreaker"                                                                       | "Heartbreaker"                                                                       | "Heartbreaker"                                                                       | "Heartbreaker"                                                                       | "Heartbreaker"                                                                       | "Heartbreaker"                                                                       | "Heartbreaker"                                                                       | "Heartbreaker"                                                                       | "Heartbreaker"                                                                       | "Heartbreaker"                                                                       | "Heartbreaker"                                                                       | "Heartbreaker"                                                                       | "Heartbreaker"                                                                       | "Heartbreaker"                                                                       | "Heartbreaker"                                                                       | "Heartbreaker"                                                                       | "Heartbreaker"                                                                       | "Heartbreaker"                                                                       | "Heartbreaker"                                                                       | "Heartbreaker"                                                                       | "Heartbreaker"                                                                       | "Heartbreaker"                                                                       | "Heartbreaker"                                                                       | "Heartbreaker"                                                                       | "Heartbreaker"                                                                       | "Heartbreaker"                                                                       | "Heartbreaker"                                                                       | "Heartbreaker"                                                                       | "Heartbreaker"                                                                       | "Heartbreaker"                                                                       | "Heartbreaker"                                                                       | "Heartbreaker"                                                                       | "Heartbreaker"                                                                       | "Heartbreaker"                                                                       | "Heartbreaker"                                                                       | "Heartbreaker"                                                                       | "Heartbreaker"                                                                       | "Heartbreaker"                                                                       | "Heartbreaker"                                                                       | "Heartbreaker"                                                                       | "Heartbreaker"                                                                       | "Heartbreaker"                                                                       | "Heartbreaker"                                                                       | "Heartbreaker"                                                                       | "Heartbreaker"                                                                       | "Heartbreaker"                                                                       | "Heartbreaker"                                                                       | "Heartbreaker"                                                                       | "Heartbreaker"                                                                       | "Heartbreaker"                                                                       | "Heartbreaker"                                                                       | "Heartbreaker"                                                                       | "Heartbreaker"                                                                       | "Heartbreaker"                                                                       | "Heartbreaker"                                                                       | "Heartbreaker"                                                                       | "Heartbreaker"                                                                       | "Heartbreaker"                                                                       | "Heartbreaker"                                                                       | "Heartbreaker"                                                                       | "Heartbreaker"                                                                       | "Heartbreaker"                                                                       | "Heartbreaker"                                                                       | "Heartbreaker"                                                                       | Pat Benatar                                      | Pat Benatar                                      | Pat Benatar                                      | Pat Benatar                                      | Pat Benatar                                      | Pat Benatar                                      | Pat Benatar                                      | Pat Benatar                                      | Pat Benatar                                      | Pat Benatar                                      | Pat Benatar                                      | Pat Benatar                                      | Pat Benatar                                      | Pat Benatar                                      | Pat Benatar                                      | Pat Benatar                                      | Pat Benatar                                      | Pat Benatar                                      | Pat Benatar                                      | Pat Benatar                                      | Pat Benatar                                      | Pat Benatar                                      | Pat Benatar                                      | Pat Benatar                                      | Pat Benatar                                      | Pat Benatar                                      | Pat Benatar                                      | Pat Benatar                                      | Pat Benatar                                      | Pat Benatar                                      | Pat Benatar                                      | Pat Benatar                                      | Pat Benatar                                      | Pat Benatar                                      | Pat Benatar                                      | Pat Benatar                                      | Pat Benatar                                      | Pat Benatar                                      | Pat Benatar                                      | Pat Benatar                                      | Pat Benatar                                      | Pat Benatar                                      | Pat Benatar                                      | Pat Benatar                                      | Pat Benatar                                      | Pat Benatar                                      | Pat Benatar                                      | Pat Benatar                                      | Pat Benatar                                      | Pat Benatar                                      | Pat Benatar                                      | Pat Benatar                                      | Pat Benatar                                      | Pat Benatar                                      | Pat Benatar                                      | Pat Benatar                                      | Pat Benatar                                      | Pat Benatar                                      | Pat Benatar                                      | Pat Benatar                                      | Pat Benatar                                      | Pat Benatar                                      | Pat Benatar                                      | Pat Benatar                                      | Pat Benatar                                      | Pat Benatar                                      | Pat Benatar                                      | Pat Benatar                                      | Pat Benatar                                      | Pat Benatar                                      | Pat Benatar                                      | Pat Benatar                                      | Pat Benatar                                      | Pat Benatar                                      | Pat Benatar                                      | Pat Benatar                                      | Pat Benatar                                      | Pat Benatar                                      | Pat Benatar                                      | Pat Benatar                                      | Pat Benatar                                      | Pat Benatar                                      | Pat Benatar                                      | Pat Benatar                                      | Pat Benatar                                      | Pat Benatar                                      | Pat Benatar                                      | Pat Benatar                                      | Pat Benatar                                      | Pat Benatar                                      | Pat Benatar                                      | Pat Benatar                                      | Pat Benatar                                      | Pat Benatar                                      | Pat Benatar                                      | Pat Benatar                                      | Pat Benatar                                      | Pat Benatar                                      | Pat Benatar                                      | Pat Benatar                                      | —                | —                | —                | —                | —                | —                | —                | —                | —                | —                | —                | —                | —                | —                | —                | —                | —                | —                | —                | —                | —                | —                | —                | —                | —                | —                | —                | —                | —                | —                | —                | —                | —                | —                | —                | —                | —                | —                | —                | —                | —                | —                | —                | —                | —                | —                | —                | —                | —                | —                | —                | —                | —                | —                | —                | —                | —                | —                | —                | —                | —                | —                | —                | —                | —                | —                | —                | —                | —                | —                | —                | —                | —                | —                | —                | —                | —                | —                | —                | —                | —                | —                | —                | —                | —                | —                | —                | —                | —                | —                | —                | —                | —                | —                | —                | —                | —                | —                | —                | —                |
| Top 12                                     | Top 12     | Top 12     | Top 12     | Top 12     | Top 12     | Top 12     | Top 12     | Top 12     | Top 12     | Top 12     | Top 12     | Top 12     | Top 12     | Top 12     | Top 12     | Top 12     | Top 12     | Top 12     | Top 12     | Top 12     | Top 12     | Top 12     | Top 12     | Top 12     | Top 12     | Top 12     | Top 12     | Top 12     | Top 12     | Top 12     | Top 12     | Top 12     | Top 12     | Top 12     | Top 12     | Top 12     | Top 12     | Top 12     | Top 12     | Top 12     | Top 12     | Top 12     | Top 12     | Top 12     | Top 12     | Top 12     | Top 12     | Top 12     | Top 12     | Top 12     | Top 12     | Top 12     | Top 12     | Top 12     | Top 12     | Top 12     | Top 12     | Top 12     | Top 12     | Top 12     | Top 12     | Top 12     | Top 12     | Top 12     | Top 12     | Top 12     | Top 12     | Top 12     | Top 12     | Top 12     | Top 12     | Top 12     | Top 12     | Top 12     | Top 12     | Top 12     | Top 12     | Top 12     | Top 12     | Top 12     | Top 12     | Top 12     | Top 12     | Top 12     | Top 12     | Top 12     | Top 12     | Top 12     | Top 12     | Top 12     | Top 12     | Top 12     | Top 12     | Top 12     | Top 12     | Top 12     | Top 12     | Top 12     | Top 12     | "If We Hold On Together" z "The Land Before Time"                                    | "If We Hold On Together" z "The Land Before Time"                                    | "If We Hold On Together" z "The Land Before Time"                                    | "If We Hold On Together" z "The Land Before Time"                                    | "If We Hold On Together" z "The Land Before Time"                                    | "If We Hold On Together" z "The Land Before Time"                                    | "If We Hold On Together" z "The Land Before Time"                                    | "If We Hold On Together" z "The Land Before Time"                                    | "If We Hold On Together" z "The Land Before Time"                                    | "If We Hold On Together" z "The Land Before Time"                                    | "If We Hold On Together" z "The Land Before Time"                                    | "If We Hold On Together" z "The Land Before Time"                                    | "If We Hold On Together" z "The Land Before Time"                                    | "If We Hold On Together" z "The Land Before Time"                                    | "If We Hold On Together" z "The Land Before Time"                                    | "If We Hold On Together" z "The Land Before Time"                                    | "If We Hold On Together" z "The Land Before Time"                                    | "If We Hold On Together" z "The Land Before Time"                                    | "If We Hold On Together" z "The Land Before Time"                                    | "If We Hold On Together" z "The Land Before Time"                                    | "If We Hold On Together" z "The Land Before Time"                                    | "If We Hold On Together" z "The Land Before Time"                                    | "If We Hold On Together" z "The Land Before Time"                                    | "If We Hold On Together" z "The Land Before Time"                                    | "If We Hold On Together" z "The Land Before Time"                                    | "If We Hold On Together" z "The Land Before Time"                                    | "If We Hold On Together" z "The Land Before Time"                                    | "If We Hold On Together" z "The Land Before Time"                                    | "If We Hold On Together" z "The Land Before Time"                                    | "If We Hold On Together" z "The Land Before Time"                                    | "If We Hold On Together" z "The Land Before Time"                                    | "If We Hold On Together" z "The Land Before Time"                                    | "If We Hold On Together" z "The Land Before Time"                                    | "If We Hold On Together" z "The Land Before Time"                                    | "If We Hold On Together" z "The Land Before Time"                                    | "If We Hold On Together" z "The Land Before Time"                                    | "If We Hold On Together" z "The Land Before Time"                                    | "If We Hold On Together" z "The Land Before Time"                                    | "If We Hold On Together" z "The Land Before Time"                                    | "If We Hold On Together" z "The Land Before Time"                                    | "If We Hold On Together" z "The Land Before Time"                                    | "If We Hold On Together" z "The Land Before Time"                                    | "If We Hold On Together" z "The Land Before Time"                                    | "If We Hold On Together" z "The Land Before Time"                                    | "If We Hold On Together" z "The Land Before Time"                                    | "If We Hold On Together" z "The Land Before Time"                                    | "If We Hold On Together" z "The Land Before Time"                                    | "If We Hold On Together" z "The Land Before Time"                                    | "If We Hold On Together" z "The Land Before Time"                                    | "If We Hold On Together" z "The Land Before Time"                                    | "If We Hold On Together" z "The Land Before Time"                                    | "If We Hold On Together" z "The Land Before Time"                                    | "If We Hold On Together" z "The Land Before Time"                                    | "If We Hold On Together" z "The Land Before Time"                                    | "If We Hold On Together" z "The Land Before Time"                                    | "If We Hold On Together" z "The Land Before Time"                                    | "If We Hold On Together" z "The Land Before Time"                                    | "If We Hold On Together" z "The Land Before Time"                                    | "If We Hold On Together" z "The Land Before Time"                                    | "If We Hold On Together" z "The Land Before Time"                                    | "If We Hold On Together" z "The Land Before Time"                                    | "If We Hold On Together" z "The Land Before Time"                                    | "If We Hold On Together" z "The Land Before Time"                                    | "If We Hold On Together" z "The Land Before Time"                                    | "If We Hold On Together" z "The Land Before Time"                                    | "If We Hold On Together" z "The Land Before Time"                                    | "If We Hold On Together" z "The Land Before Time"                                    | "If We Hold On Together" z "The Land Before Time"                                    | "If We Hold On Together" z "The Land Before Time"                                    | "If We Hold On Together" z "The Land Before Time"                                    | "If We Hold On Together" z "The Land Before Time"                                    | "If We Hold On Together" z "The Land Before Time"                                    | "If We Hold On Together" z "The Land Before Time"                                    | "If We Hold On Together" z "The Land Before Time"                                    | "If We Hold On Together" z "The Land Before Time"                                    | "If We Hold On Together" z "The Land Before Time"                                    | "If We Hold On Together" z "The Land Before Time"                                    | "If We Hold On Together" z "The Land Before Time"                                    | "If We Hold On Together" z "The Land Before Time"                                    | "If We Hold On Together" z "The Land Before Time"                                    | "If We Hold On Together" z "The Land Before Time"                                    | "If We Hold On Together" z "The Land Before Time"                                    | "If We Hold On Together" z "The Land Before Time"                                    | "If We Hold On Together" z "The Land Before Time"                                    | "If We Hold On Together" z "The Land Before Time"                                    | "If We Hold On Together" z "The Land Before Time"                                    | "If We Hold On Together" z "The Land Before Time"                                    | "If We Hold On Together" z "The Land Before Time"                                    | "If We Hold On Together" z "The Land Before Time"                                    | "If We Hold On Together" z "The Land Before Time"                                    | "If We Hold On Together" z "The Land Before Time"                                    | "If We Hold On Together" z "The Land Before Time"                                    | "If We Hold On Together" z "The Land Before Time"                                    | "If We Hold On Together" z "The Land Before Time"                                    | "If We Hold On Together" z "The Land Before Time"                                    | "If We Hold On Together" z "The Land Before Time"                                    | "If We Hold On Together" z "The Land Before Time"                                    | "If We Hold On Together" z "The Land Before Time"                                    | "If We Hold On Together" z "The Land Before Time"                                    | "If We Hold On Together" z "The Land Before Time"                                    | Diana Ross                                       | Diana Ross                                       | Diana Ross                                       | Diana Ross                                       | Diana Ross                                       | Diana Ross                                       | Diana Ross                                       | Diana Ross                                       | Diana Ross                                       | Diana Ross                                       | Diana Ross                                       | Diana Ross                                       | Diana Ross                                       | Diana Ross                                       | Diana Ross                                       | Diana Ross                                       | Diana Ross                                       | Diana Ross                                       | Diana Ross                                       | Diana Ross                                       | Diana Ross                                       | Diana Ross                                       | Diana Ross                                       | Diana Ross                                       | Diana Ross                                       | Diana Ross                                       | Diana Ross                                       | Diana Ross                                       | Diana Ross                                       | Diana Ross                                       | Diana Ross                                       | Diana Ross                                       | Diana Ross                                       | Diana Ross                                       | Diana Ross                                       | Diana Ross                                       | Diana Ross                                       | Diana Ross                                       | Diana Ross                                       | Diana Ross                                       | Diana Ross                                       | Diana Ross                                       | Diana Ross                                       | Diana Ross                                       | Diana Ross                                       | Diana Ross                                       | Diana Ross                                       | Diana Ross                                       | Diana Ross                                       | Diana Ross                                       | Diana Ross                                       | Diana Ross                                       | Diana Ross                                       | Diana Ross                                       | Diana Ross                                       | Diana Ross                                       | Diana Ross                                       | Diana Ross                                       | Diana Ross                                       | Diana Ross                                       | Diana Ross                                       | Diana Ross                                       | Diana Ross                                       | Diana Ross                                       | Diana Ross                                       | Diana Ross                                       | Diana Ross                                       | Diana Ross                                       | Diana Ross                                       | Diana Ross                                       | Diana Ross                                       | Diana Ross                                       | Diana Ross                                       | Diana Ross                                       | Diana Ross                                       | Diana Ross                                       | Diana Ross                                       | Diana Ross                                       | Diana Ross                                       | Diana Ross                                       | Diana Ross                                       | Diana Ross                                       | Diana Ross                                       | Diana Ross                                       | Diana Ross                                       | Diana Ross                                       | Diana Ross                                       | Diana Ross                                       | Diana Ross                                       | Diana Ross                                       | Diana Ross                                       | Diana Ross                                       | Diana Ross                                       | Diana Ross                                       | Diana Ross                                       | Diana Ross                                       | Diana Ross                                       | Diana Ross                                       | Diana Ross                                       | Diana Ross                                       | —                | —                | —                | —                | —                | —                | —                | —                | —                | —                | —                | —                | —                | —                | —                | —                | —                | —                | —                | —                | —                | —                | —                | —                | —                | —                | —                | —                | —                | —                | —                | —                | —                | —                | —                | —                | —                | —                | —                | —                | —                | —                | —                | —                | —                | —                | —                | —                | —                | —                | —                | —                | —                | —                | —                | —                | —                | —                | —                | —                | —                | —                | —                | —                | —                | —                | —                | —                | —                | —                | —                | —                | —                | —                | —                | —                | —                | —                | —                | —                | —                | —                | —                | —                | —                | —                | —                | —                | —                | —                | —                | —                | —                | —                | —                | —                | —                | —                | —                | —                |
| Top 11                                     | Top 11     | Top 11     | Top 11     | Top 11     | Top 11     | Top 11     | Top 11     | Top 11     | Top 11     | Top 11     | Top 11     | Top 11     | Top 11     | Top 11     | Top 11     | Top 11     | Top 11     | Top 11     | Top 11     | Top 11     | Top 11     | Top 11     | Top 11     | Top 11     | Top 11     | Top 11     | Top 11     | Top 11     | Top 11     | Top 11     | Top 11     | Top 11     | Top 11     | Top 11     | Top 11     | Top 11     | Top 11     | Top 11     | Top 11     | Top 11     | Top 11     | Top 11     | Top 11     | Top 11     | Top 11     | Top 11     | Top 11     | Top 11     | Top 11     | Top 11     | Top 11     | Top 11     | Top 11     | Top 11     | Top 11     | Top 11     | Top 11     | Top 11     | Top 11     | Top 11     | Top 11     | Top 11     | Top 11     | Top 11     | Top 11     | Top 11     | Top 11     | Top 11     | Top 11     | Top 11     | Top 11     | Top 11     | Top 11     | Top 11     | Top 11     | Top 11     | Top 11     | Top 11     | Top 11     | Top 11     | Top 11     | Top 11     | Top 11     | Top 11     | Top 11     | Top 11     | Top 11     | Top 11     | Top 11     | Top 11     | Top 11     | Top 11     | Top 11     | Top 11     | Top 11     | Top 11     | Top 11     | Top 11     | Top 11     | "I (Who Have Nothing)"                                                               | "I (Who Have Nothing)"                                                               | "I (Who Have Nothing)"                                                               | "I (Who Have Nothing)"                                                               | "I (Who Have Nothing)"                                                               | "I (Who Have Nothing)"                                                               | "I (Who Have Nothing)"                                                               | "I (Who Have Nothing)"                                                               | "I (Who Have Nothing)"                                                               | "I (Who Have Nothing)"                                                               | "I (Who Have Nothing)"                                                               | "I (Who Have Nothing)"                                                               | "I (Who Have Nothing)"                                                               | "I (Who Have Nothing)"                                                               | "I (Who Have Nothing)"                                                               | "I (Who Have Nothing)"                                                               | "I (Who Have Nothing)"                                                               | "I (Who Have Nothing)"                                                               | "I (Who Have Nothing)"                                                               | "I (Who Have Nothing)"                                                               | "I (Who Have Nothing)"                                                               | "I (Who Have Nothing)"                                                               | "I (Who Have Nothing)"                                                               | "I (Who Have Nothing)"                                                               | "I (Who Have Nothing)"                                                               | "I (Who Have Nothing)"                                                               | "I (Who Have Nothing)"                                                               | "I (Who Have Nothing)"                                                               | "I (Who Have Nothing)"                                                               | "I (Who Have Nothing)"                                                               | "I (Who Have Nothing)"                                                               | "I (Who Have Nothing)"                                                               | "I (Who Have Nothing)"                                                               | "I (Who Have Nothing)"                                                               | "I (Who Have Nothing)"                                                               | "I (Who Have Nothing)"                                                               | "I (Who Have Nothing)"                                                               | "I (Who Have Nothing)"                                                               | "I (Who Have Nothing)"                                                               | "I (Who Have Nothing)"                                                               | "I (Who Have Nothing)"                                                               | "I (Who Have Nothing)"                                                               | "I (Who Have Nothing)"                                                               | "I (Who Have Nothing)"                                                               | "I (Who Have Nothing)"                                                               | "I (Who Have Nothing)"                                                               | "I (Who Have Nothing)"                                                               | "I (Who Have Nothing)"                                                               | "I (Who Have Nothing)"                                                               | "I (Who Have Nothing)"                                                               | "I (Who Have Nothing)"                                                               | "I (Who Have Nothing)"                                                               | "I (Who Have Nothing)"                                                               | "I (Who Have Nothing)"                                                               | "I (Who Have Nothing)"                                                               | "I (Who Have Nothing)"                                                               | "I (Who Have Nothing)"                                                               | "I (Who Have Nothing)"                                                               | "I (Who Have Nothing)"                                                               | "I (Who Have Nothing)"                                                               | "I (Who Have Nothing)"                                                               | "I (Who Have Nothing)"                                                               | "I (Who Have Nothing)"                                                               | "I (Who Have Nothing)"                                                               | "I (Who Have Nothing)"                                                               | "I (Who Have Nothing)"                                                               | "I (Who Have Nothing)"                                                               | "I (Who Have Nothing)"                                                               | "I (Who Have Nothing)"                                                               | "I (Who Have Nothing)"                                                               | "I (Who Have Nothing)"                                                               | "I (Who Have Nothing)"                                                               | "I (Who Have Nothing)"                                                               | "I (Who Have Nothing)"                                                               | "I (Who Have Nothing)"                                                               | "I (Who Have Nothing)"                                                               | "I (Who Have Nothing)"                                                               | "I (Who Have Nothing)"                                                               | "I (Who Have Nothing)"                                                               | "I (Who Have Nothing)"                                                               | "I (Who Have Nothing)"                                                               | "I (Who Have Nothing)"                                                               | "I (Who Have Nothing)"                                                               | "I (Who Have Nothing)"                                                               | "I (Who Have Nothing)"                                                               | "I (Who Have Nothing)"                                                               | "I (Who Have Nothing)"                                                               | "I (Who Have Nothing)"                                                               | "I (Who Have Nothing)"                                                               | "I (Who Have Nothing)"                                                               | "I (Who Have Nothing)"                                                               | "I (Who Have Nothing)"                                                               | "I (Who Have Nothing)"                                                               | "I (Who Have Nothing)"                                                               | "I (Who Have Nothing)"                                                               | "I (Who Have Nothing)"                                                               | "I (Who Have Nothing)"                                                               | "I (Who Have Nothing)"                                                               | "I (Who Have Nothing)"                                                               | "I (Who Have Nothing)"                                                               | Tom Jones/Shirley Bassey                         | Tom Jones/Shirley Bassey                         | Tom Jones/Shirley Bassey                         | Tom Jones/Shirley Bassey                         | Tom Jones/Shirley Bassey                         | Tom Jones/Shirley Bassey                         | Tom Jones/Shirley Bassey                         | Tom Jones/Shirley Bassey                         | Tom Jones/Shirley Bassey                         | Tom Jones/Shirley Bassey                         | Tom Jones/Shirley Bassey                         | Tom Jones/Shirley Bassey                         | Tom Jones/Shirley Bassey                         | Tom Jones/Shirley Bassey                         | Tom Jones/Shirley Bassey                         | Tom Jones/Shirley Bassey                         | Tom Jones/Shirley Bassey                         | Tom Jones/Shirley Bassey                         | Tom Jones/Shirley Bassey                         | Tom Jones/Shirley Bassey                         | Tom Jones/Shirley Bassey                         | Tom Jones/Shirley Bassey                         | Tom Jones/Shirley Bassey                         | Tom Jones/Shirley Bassey                         | Tom Jones/Shirley Bassey                         | Tom Jones/Shirley Bassey                         | Tom Jones/Shirley Bassey                         | Tom Jones/Shirley Bassey                         | Tom Jones/Shirley Bassey                         | Tom Jones/Shirley Bassey                         | Tom Jones/Shirley Bassey                         | Tom Jones/Shirley Bassey                         | Tom Jones/Shirley Bassey                         | Tom Jones/Shirley Bassey                         | Tom Jones/Shirley Bassey                         | Tom Jones/Shirley Bassey                         | Tom Jones/Shirley Bassey                         | Tom Jones/Shirley Bassey                         | Tom Jones/Shirley Bassey                         | Tom Jones/Shirley Bassey                         | Tom Jones/Shirley Bassey                         | Tom Jones/Shirley Bassey                         | Tom Jones/Shirley Bassey                         | Tom Jones/Shirley Bassey                         | Tom Jones/Shirley Bassey                         | Tom Jones/Shirley Bassey                         | Tom Jones/Shirley Bassey                         | Tom Jones/Shirley Bassey                         | Tom Jones/Shirley Bassey                         | Tom Jones/Shirley Bassey                         | Tom Jones/Shirley Bassey                         | Tom Jones/Shirley Bassey                         | Tom Jones/Shirley Bassey                         | Tom Jones/Shirley Bassey                         | Tom Jones/Shirley Bassey                         | Tom Jones/Shirley Bassey                         | Tom Jones/Shirley Bassey                         | Tom Jones/Shirley Bassey                         | Tom Jones/Shirley Bassey                         | Tom Jones/Shirley Bassey                         | Tom Jones/Shirley Bassey                         | Tom Jones/Shirley Bassey                         | Tom Jones/Shirley Bassey                         | Tom Jones/Shirley Bassey                         | Tom Jones/Shirley Bassey                         | Tom Jones/Shirley Bassey                         | Tom Jones/Shirley Bassey                         | Tom Jones/Shirley Bassey                         | Tom Jones/Shirley Bassey                         | Tom Jones/Shirley Bassey                         | Tom Jones/Shirley Bassey                         | Tom Jones/Shirley Bassey                         | Tom Jones/Shirley Bassey                         | Tom Jones/Shirley Bassey                         | Tom Jones/Shirley Bassey                         | Tom Jones/Shirley Bassey                         | Tom Jones/Shirley Bassey                         | Tom Jones/Shirley Bassey                         | Tom Jones/Shirley Bassey                         | Tom Jones/Shirley Bassey                         | Tom Jones/Shirley Bassey                         | Tom Jones/Shirley Bassey                         | Tom Jones/Shirley Bassey                         | Tom Jones/Shirley Bassey                         | Tom Jones/Shirley Bassey                         | Tom Jones/Shirley Bassey                         | Tom Jones/Shirley Bassey                         | Tom Jones/Shirley Bassey                         | Tom Jones/Shirley Bassey                         | Tom Jones/Shirley Bassey                         | Tom Jones/Shirley Bassey                         | Tom Jones/Shirley Bassey                         | Tom Jones/Shirley Bassey                         | Tom Jones/Shirley Bassey                         | Tom Jones/Shirley Bassey                         | Tom Jones/Shirley Bassey                         | Tom Jones/Shirley Bassey                         | Tom Jones/Shirley Bassey                         | Tom Jones/Shirley Bassey                         | Tom Jones/Shirley Bassey                         | —                | —                | —                | —                | —                | —                | —                | —                | —                | —                | —                | —                | —                | —                | —                | —                | —                | —                | —                | —                | —                | —                | —                | —                | —                | —                | —                | —                | —                | —                | —                | —                | —                | —                | —                | —                | —                | —                | —                | —                | —                | —                | —                | —                | —                | —                | —                | —                | —                | —                | —                | —                | —                | —                | —                | —                | —                | —                | —                | —                | —                | —                | —                | —                | —                | —                | —                | —                | —                | —                | —                | —                | —                | —                | —                | —                | —                | —                | —                | —                | —                | —                | —                | —                | —                | —                | —                | —                | —                | —                | —                | —                | —                | —                | —                | —                | —                | —                | —                | —                |
| Top 10                                     | Top 10     | Top 10     | Top 10     | Top 10     | Top 10     | Top 10     | Top 10     | Top 10     | Top 10     | Top 10     | Top 10     | Top 10     | Top 10     | Top 10     | Top 10     | Top 10     | Top 10     | Top 10     | Top 10     | Top 10     | Top 10     | Top 10     | Top 10     | Top 10     | Top 10     | Top 10     | Top 10     | Top 10     | Top 10     | Top 10     | Top 10     | Top 10     | Top 10     | Top 10     | Top 10     | Top 10     | Top 10     | Top 10     | Top 10     | Top 10     | Top 10     | Top 10     | Top 10     | Top 10     | Top 10     | Top 10     | Top 10     | Top 10     | Top 10     | Top 10     | Top 10     | Top 10     | Top 10     | Top 10     | Top 10     | Top 10     | Top 10     | Top 10     | Top 10     | Top 10     | Top 10     | Top 10     | Top 10     | Top 10     | Top 10     | Top 10     | Top 10     | Top 10     | Top 10     | Top 10     | Top 10     | Top 10     | Top 10     | Top 10     | Top 10     | Top 10     | Top 10     | Top 10     | Top 10     | Top 10     | Top 10     | Top 10     | Top 10     | Top 10     | Top 10     | Top 10     | Top 10     | Top 10     | Top 10     | Top 10     | Top 10     | Top 10     | Top 10     | Top 10     | Top 10     | Top 10     | Top 10     | Top 10     | Top 10     | "Hey Baby"                                                                           | "Hey Baby"                                                                           | "Hey Baby"                                                                           | "Hey Baby"                                                                           | "Hey Baby"                                                                           | "Hey Baby"                                                                           | "Hey Baby"                                                                           | "Hey Baby"                                                                           | "Hey Baby"                                                                           | "Hey Baby"                                                                           | "Hey Baby"                                                                           | "Hey Baby"                                                                           | "Hey Baby"                                                                           | "Hey Baby"                                                                           | "Hey Baby"                                                                           | "Hey Baby"                                                                           | "Hey Baby"                                                                           | "Hey Baby"                                                                           | "Hey Baby"                                                                           | "Hey Baby"                                                                           | "Hey Baby"                                                                           | "Hey Baby"                                                                           | "Hey Baby"                                                                           | "Hey Baby"                                                                           | "Hey Baby"                                                                           | "Hey Baby"                                                                           | "Hey Baby"                                                                           | "Hey Baby"                                                                           | "Hey Baby"                                                                           | "Hey Baby"                                                                           | "Hey Baby"                                                                           | "Hey Baby"                                                                           | "Hey Baby"                                                                           | "Hey Baby"                                                                           | "Hey Baby"                                                                           | "Hey Baby"                                                                           | "Hey Baby"                                                                           | "Hey Baby"                                                                           | "Hey Baby"                                                                           | "Hey Baby"                                                                           | "Hey Baby"                                                                           | "Hey Baby"                                                                           | "Hey Baby"                                                                           | "Hey Baby"                                                                           | "Hey Baby"                                                                           | "Hey Baby"                                                                           | "Hey Baby"                                                                           | "Hey Baby"                                                                           | "Hey Baby"                                                                           | "Hey Baby"                                                                           | "Hey Baby"                                                                           | "Hey Baby"                                                                           | "Hey Baby"                                                                           | "Hey Baby"                                                                           | "Hey Baby"                                                                           | "Hey Baby"                                                                           | "Hey Baby"                                                                           | "Hey Baby"                                                                           | "Hey Baby"                                                                           | "Hey Baby"                                                                           | "Hey Baby"                                                                           | "Hey Baby"                                                                           | "Hey Baby"                                                                           | "Hey Baby"                                                                           | "Hey Baby"                                                                           | "Hey Baby"                                                                           | "Hey Baby"                                                                           | "Hey Baby"                                                                           | "Hey Baby"                                                                           | "Hey Baby"                                                                           | "Hey Baby"                                                                           | "Hey Baby"                                                                           | "Hey Baby"                                                                           | "Hey Baby"                                                                           | "Hey Baby"                                                                           | "Hey Baby"                                                                           | "Hey Baby"                                                                           | "Hey Baby"                                                                           | "Hey Baby"                                                                           | "Hey Baby"                                                                           | "Hey Baby"                                                                           | "Hey Baby"                                                                           | "Hey Baby"                                                                           | "Hey Baby"                                                                           | "Hey Baby"                                                                           | "Hey Baby"                                                                           | "Hey Baby"                                                                           | "Hey Baby"                                                                           | "Hey Baby"                                                                           | "Hey Baby"                                                                           | "Hey Baby"                                                                           | "Hey Baby"                                                                           | "Hey Baby"                                                                           | "Hey Baby"                                                                           | "Hey Baby"                                                                           | "Hey Baby"                                                                           | "Hey Baby"                                                                           | "Hey Baby"                                                                           | "Hey Baby"                                                                           | "Hey Baby"                                                                           | No Doubt                                         | No Doubt                                         | No Doubt                                         | No Doubt                                         | No Doubt                                         | No Doubt                                         | No Doubt                                         | No Doubt                                         | No Doubt                                         | No Doubt                                         | No Doubt                                         | No Doubt                                         | No Doubt                                         | No Doubt                                         | No Doubt                                         | No Doubt                                         | No Doubt                                         | No Doubt                                         | No Doubt                                         | No Doubt                                         | No Doubt                                         | No Doubt                                         | No Doubt                                         | No Doubt                                         | No Doubt                                         | No Doubt                                         | No Doubt                                         | No Doubt                                         | No Doubt                                         | No Doubt                                         | No Doubt                                         | No Doubt                                         | No Doubt                                         | No Doubt                                         | No Doubt                                         | No Doubt                                         | No Doubt                                         | No Doubt                                         | No Doubt                                         | No Doubt                                         | No Doubt                                         | No Doubt                                         | No Doubt                                         | No Doubt                                         | No Doubt                                         | No Doubt                                         | No Doubt                                         | No Doubt                                         | No Doubt                                         | No Doubt                                         | No Doubt                                         | No Doubt                                         | No Doubt                                         | No Doubt                                         | No Doubt                                         | No Doubt                                         | No Doubt                                         | No Doubt                                         | No Doubt                                         | No Doubt                                         | No Doubt                                         | No Doubt                                         | No Doubt                                         | No Doubt                                         | No Doubt                                         | No Doubt                                         | No Doubt                                         | No Doubt                                         | No Doubt                                         | No Doubt                                         | No Doubt                                         | No Doubt                                         | No Doubt                                         | No Doubt                                         | No Doubt                                         | No Doubt                                         | No Doubt                                         | No Doubt                                         | No Doubt                                         | No Doubt                                         | No Doubt                                         | No Doubt                                         | No Doubt                                         | No Doubt                                         | No Doubt                                         | No Doubt                                         | No Doubt                                         | No Doubt                                         | No Doubt                                         | No Doubt                                         | No Doubt                                         | No Doubt                                         | No Doubt                                         | No Doubt                                         | No Doubt                                         | No Doubt                                         | No Doubt                                         | No Doubt                                         | No Doubt                                         | No Doubt                                         | —                | —                | —                | —                | —                | —                | —                | —                | —                | —                | —                | —                | —                | —                | —                | —                | —                | —                | —                | —                | —                | —                | —                | —                | —                | —                | —                | —                | —                | —                | —                | —                | —                | —                | —                | —                | —                | —                | —                | —                | —                | —                | —                | —                | —                | —                | —                | —                | —                | —                | —                | —                | —                | —                | —                | —                | —                | —                | —                | —                | —                | —                | —                | —                | —                | —                | —                | —                | —                | —                | —                | —                | —                | —                | —                | —                | —                | —                | —                | —                | —                | —                | —                | —                | —                | —                | —                | —                | —                | —                | —                | —                | —                | —                | —                | —                | —                | —                | —                | —                |
| Top 9                                      | Top 9      | Top 9      | Top 9      | Top 9      | Top 9      | Top 9      | Top 9      | Top 9      | Top 9      | Top 9      | Top 9      | Top 9      | Top 9      | Top 9      | Top 9      | Top 9      | Top 9      | Top 9      | Top 9      | Top 9      | Top 9      | Top 9      | Top 9      | Top 9      | Top 9      | Top 9      | Top 9      | Top 9      | Top 9      | Top 9      | Top 9      | Top 9      | Top 9      | Top 9      | Top 9      | Top 9      | Top 9      | Top 9      | Top 9      | Top 9      | Top 9      | Top 9      | Top 9      | Top 9      | Top 9      | Top 9      | Top 9      | Top 9      | Top 9      | Top 9      | Top 9      | Top 9      | Top 9      | Top 9      | Top 9      | Top 9      | Top 9      | Top 9      | Top 9      | Top 9      | Top 9      | Top 9      | Top 9      | Top 9      | Top 9      | Top 9      | Top 9      | Top 9      | Top 9      | Top 9      | Top 9      | Top 9      | Top 9      | Top 9      | Top 9      | Top 9      | Top 9      | Top 9      | Top 9      | Top 9      | Top 9      | Top 9      | Top 9      | Top 9      | Top 9      | Top 9      | Top 9      | Top 9      | Top 9      | Top 9      | Top 9      | Top 9      | Top 9      | Top 9      | Top 9      | Top 9      | Top 9      | Top 9      | Top 9      | "On a Clear Day"                                                                     | "On a Clear Day"                                                                     | "On a Clear Day"                                                                     | "On a Clear Day"                                                                     | "On a Clear Day"                                                                     | "On a Clear Day"                                                                     | "On a Clear Day"                                                                     | "On a Clear Day"                                                                     | "On a Clear Day"                                                                     | "On a Clear Day"                                                                     | "On a Clear Day"                                                                     | "On a Clear Day"                                                                     | "On a Clear Day"                                                                     | "On a Clear Day"                                                                     | "On a Clear Day"                                                                     | "On a Clear Day"                                                                     | "On a Clear Day"                                                                     | "On a Clear Day"                                                                     | "On a Clear Day"                                                                     | "On a Clear Day"                                                                     | "On a Clear Day"                                                                     | "On a Clear Day"                                                                     | "On a Clear Day"                                                                     | "On a Clear Day"                                                                     | "On a Clear Day"                                                                     | "On a Clear Day"                                                                     | "On a Clear Day"                                                                     | "On a Clear Day"                                                                     | "On a Clear Day"                                                                     | "On a Clear Day"                                                                     | "On a Clear Day"                                                                     | "On a Clear Day"                                                                     | "On a Clear Day"                                                                     | "On a Clear Day"                                                                     | "On a Clear Day"                                                                     | "On a Clear Day"                                                                     | "On a Clear Day"                                                                     | "On a Clear Day"                                                                     | "On a Clear Day"                                                                     | "On a Clear Day"                                                                     | "On a Clear Day"                                                                     | "On a Clear Day"                                                                     | "On a Clear Day"                                                                     | "On a Clear Day"                                                                     | "On a Clear Day"                                                                     | "On a Clear Day"                                                                     | "On a Clear Day"                                                                     | "On a Clear Day"                                                                     | "On a Clear Day"                                                                     | "On a Clear Day"                                                                     | "On a Clear Day"                                                                     | "On a Clear Day"                                                                     | "On a Clear Day"                                                                     | "On a Clear Day"                                                                     | "On a Clear Day"                                                                     | "On a Clear Day"                                                                     | "On a Clear Day"                                                                     | "On a Clear Day"                                                                     | "On a Clear Day"                                                                     | "On a Clear Day"                                                                     | "On a Clear Day"                                                                     | "On a Clear Day"                                                                     | "On a Clear Day"                                                                     | "On a Clear Day"                                                                     | "On a Clear Day"                                                                     | "On a Clear Day"                                                                     | "On a Clear Day"                                                                     | "On a Clear Day"                                                                     | "On a Clear Day"                                                                     | "On a Clear Day"                                                                     | "On a Clear Day"                                                                     | "On a Clear Day"                                                                     | "On a Clear Day"                                                                     | "On a Clear Day"                                                                     | "On a Clear Day"                                                                     | "On a Clear Day"                                                                     | "On a Clear Day"                                                                     | "On a Clear Day"                                                                     | "On a Clear Day"                                                                     | "On a Clear Day"                                                                     | "On a Clear Day"                                                                     | "On a Clear Day"                                                                     | "On a Clear Day"                                                                     | "On a Clear Day"                                                                     | "On a Clear Day"                                                                     | "On a Clear Day"                                                                     | "On a Clear Day"                                                                     | "On a Clear Day"                                                                     | "On a Clear Day"                                                                     | "On a Clear Day"                                                                     | "On a Clear Day"                                                                     | "On a Clear Day"                                                                     | "On a Clear Day"                                                                     | "On a Clear Day"                                                                     | "On a Clear Day"                                                                     | "On a Clear Day"                                                                     | "On a Clear Day"                                                                     | "On a Clear Day"                                                                     | "On a Clear Day"                                                                     | "On a Clear Day"                                                                     | Tony Bennett                                     | Tony Bennett                                     | Tony Bennett                                     | Tony Bennett                                     | Tony Bennett                                     | Tony Bennett                                     | Tony Bennett                                     | Tony Bennett                                     | Tony Bennett                                     | Tony Bennett                                     | Tony Bennett                                     | Tony Bennett                                     | Tony Bennett                                     | Tony Bennett                                     | Tony Bennett                                     | Tony Bennett                                     | Tony Bennett                                     | Tony Bennett                                     | Tony Bennett                                     | Tony Bennett                                     | Tony Bennett                                     | Tony Bennett                                     | Tony Bennett                                     | Tony Bennett                                     | Tony Bennett                                     | Tony Bennett                                     | Tony Bennett                                     | Tony Bennett                                     | Tony Bennett                                     | Tony Bennett                                     | Tony Bennett                                     | Tony Bennett                                     | Tony Bennett                                     | Tony Bennett                                     | Tony Bennett                                     | Tony Bennett                                     | Tony Bennett                                     | Tony Bennett                                     | Tony Bennett                                     | Tony Bennett                                     | Tony Bennett                                     | Tony Bennett                                     | Tony Bennett                                     | Tony Bennett                                     | Tony Bennett                                     | Tony Bennett                                     | Tony Bennett                                     | Tony Bennett                                     | Tony Bennett                                     | Tony Bennett                                     | Tony Bennett                                     | Tony Bennett                                     | Tony Bennett                                     | Tony Bennett                                     | Tony Bennett                                     | Tony Bennett                                     | Tony Bennett                                     | Tony Bennett                                     | Tony Bennett                                     | Tony Bennett                                     | Tony Bennett                                     | Tony Bennett                                     | Tony Bennett                                     | Tony Bennett                                     | Tony Bennett                                     | Tony Bennett                                     | Tony Bennett                                     | Tony Bennett                                     | Tony Bennett                                     | Tony Bennett                                     | Tony Bennett                                     | Tony Bennett                                     | Tony Bennett                                     | Tony Bennett                                     | Tony Bennett                                     | Tony Bennett                                     | Tony Bennett                                     | Tony Bennett                                     | Tony Bennett                                     | Tony Bennett                                     | Tony Bennett                                     | Tony Bennett                                     | Tony Bennett                                     | Tony Bennett                                     | Tony Bennett                                     | Tony Bennett                                     | Tony Bennett                                     | Tony Bennett                                     | Tony Bennett                                     | Tony Bennett                                     | Tony Bennett                                     | Tony Bennett                                     | Tony Bennett                                     | Tony Bennett                                     | Tony Bennett                                     | Tony Bennett                                     | Tony Bennett                                     | Tony Bennett                                     | Tony Bennett                                     | Tony Bennett                                     | — Top 3          | — Top 3          | — Top 3          | — Top 3          | — Top 3          | — Top 3          | — Top 3          | — Top 3          | — Top 3          | — Top 3          | — Top 3          | — Top 3          | — Top 3          | — Top 3          | — Top 3          | — Top 3          | — Top 3          | — Top 3          | — Top 3          | — Top 3          | — Top 3          | — Top 3          | — Top 3          | — Top 3          | — Top 3          | — Top 3          | — Top 3          | — Top 3          | — Top 3          | — Top 3          | — Top 3          | — Top 3          | — Top 3          | — Top 3          | — Top 3          | — Top 3          | — Top 3          | — Top 3          | — Top 3          | — Top 3          | — Top 3          | — Top 3          | — Top 3          | — Top 3          | — Top 3          | — Top 3          | — Top 3          | — Top 3          | — Top 3          | — Top 3          | — Top 3          | — Top 3          | — Top 3          | — Top 3          | — Top 3          | — Top 3          | — Top 3          | — Top 3          | — Top 3          | — Top 3          | — Top 3          | — Top 3          | — Top 3          | — Top 3          | — Top 3          | — Top 3          | — Top 3          | — Top 3          | — Top 3          | — Top 3          | — Top 3          | — Top 3          | — Top 3          | — Top 3          | — Top 3          | — Top 3          | — Top 3          | — Top 3          | — Top 3          | — Top 3          | — Top 3          | — Top 3          | — Top 3          | — Top 3          | — Top 3          | — Top 3          | — Top 3          | — Top 3          | — Top 3          | — Top 3          | — Top 3          | — Top 3          | — Top 3          | — Top 3          | — Top 3          | — Top 3          | — Top 3          | — Top 3          | — Top 3          | — Top 3          |
| Top 8                                      | Top 8      | Top 8      | Top 8      | Top 8      | Top 8      | Top 8      | Top 8      | Top 8      | Top 8      | Top 8      | Top 8      | Top 8      | Top 8      | Top 8      | Top 8      | Top 8      | Top 8      | Top 8      | Top 8      | Top 8      | Top 8      | Top 8      | Top 8      | Top 8      | Top 8      | Top 8      | Top 8      | Top 8      | Top 8      | Top 8      | Top 8      | Top 8      | Top 8      | Top 8      | Top 8      | Top 8      | Top 8      | Top 8      | Top 8      | Top 8      | Top 8      | Top 8      | Top 8      | Top 8      | Top 8      | Top 8      | Top 8      | Top 8      | Top 8      | Top 8      | Top 8      | Top 8      | Top 8      | Top 8      | Top 8      | Top 8      | Top 8      | Top 8      | Top 8      | Top 8      | Top 8      | Top 8      | Top 8      | Top 8      | Top 8      | Top 8      | Top 8      | Top 8      | Top 8      | Top 8      | Top 8      | Top 8      | Top 8      | Top 8      | Top 8      | Top 8      | Top 8      | Top 8      | Top 8      | Top 8      | Top 8      | Top 8      | Top 8      | Top 8      | Top 8      | Top 8      | Top 8      | Top 8      | Top 8      | Top 8      | Top 8      | Top 8      | Top 8      | Top 8      | Top 8      | Top 8      | Top 8      | Top 8      | Top 8      | "Rhythm Is Gonna Get You"                                                            | "Rhythm Is Gonna Get You"                                                            | "Rhythm Is Gonna Get You"                                                            | "Rhythm Is Gonna Get You"                                                            | "Rhythm Is Gonna Get You"                                                            | "Rhythm Is Gonna Get You"                                                            | "Rhythm Is Gonna Get You"                                                            | "Rhythm Is Gonna Get You"                                                            | "Rhythm Is Gonna Get You"                                                            | "Rhythm Is Gonna Get You"                                                            | "Rhythm Is Gonna Get You"                                                            | "Rhythm Is Gonna Get You"                                                            | "Rhythm Is Gonna Get You"                                                            | "Rhythm Is Gonna Get You"                                                            | "Rhythm Is Gonna Get You"                                                            | "Rhythm Is Gonna Get You"                                                            | "Rhythm Is Gonna Get You"                                                            | "Rhythm Is Gonna Get You"                                                            | "Rhythm Is Gonna Get You"                                                            | "Rhythm Is Gonna Get You"                                                            | "Rhythm Is Gonna Get You"                                                            | "Rhythm Is Gonna Get You"                                                            | "Rhythm Is Gonna Get You"                                                            | "Rhythm Is Gonna Get You"                                                            | "Rhythm Is Gonna Get You"                                                            | "Rhythm Is Gonna Get You"                                                            | "Rhythm Is Gonna Get You"                                                            | "Rhythm Is Gonna Get You"                                                            | "Rhythm Is Gonna Get You"                                                            | "Rhythm Is Gonna Get You"                                                            | "Rhythm Is Gonna Get You"                                                            | "Rhythm Is Gonna Get You"                                                            | "Rhythm Is Gonna Get You"                                                            | "Rhythm Is Gonna Get You"                                                            | "Rhythm Is Gonna Get You"                                                            | "Rhythm Is Gonna Get You"                                                            | "Rhythm Is Gonna Get You"                                                            | "Rhythm Is Gonna Get You"                                                            | "Rhythm Is Gonna Get You"                                                            | "Rhythm Is Gonna Get You"                                                            | "Rhythm Is Gonna Get You"                                                            | "Rhythm Is Gonna Get You"                                                            | "Rhythm Is Gonna Get You"                                                            | "Rhythm Is Gonna Get You"                                                            | "Rhythm Is Gonna Get You"                                                            | "Rhythm Is Gonna Get You"                                                            | "Rhythm Is Gonna Get You"                                                            | "Rhythm Is Gonna Get You"                                                            | "Rhythm Is Gonna Get You"                                                            | "Rhythm Is Gonna Get You"                                                            | "Rhythm Is Gonna Get You"                                                            | "Rhythm Is Gonna Get You"                                                            | "Rhythm Is Gonna Get You"                                                            | "Rhythm Is Gonna Get You"                                                            | "Rhythm Is Gonna Get You"                                                            | "Rhythm Is Gonna Get You"                                                            | "Rhythm Is Gonna Get You"                                                            | "Rhythm Is Gonna Get You"                                                            | "Rhythm Is Gonna Get You"                                                            | "Rhythm Is Gonna Get You"                                                            | "Rhythm Is Gonna Get You"                                                            | "Rhythm Is Gonna Get You"                                                            | "Rhythm Is Gonna Get You"                                                            | "Rhythm Is Gonna Get You"                                                            | "Rhythm Is Gonna Get You"                                                            | "Rhythm Is Gonna Get You"                                                            | "Rhythm Is Gonna Get You"                                                            | "Rhythm Is Gonna Get You"                                                            | "Rhythm Is Gonna Get You"                                                            | "Rhythm Is Gonna Get You"                                                            | "Rhythm Is Gonna Get You"                                                            | "Rhythm Is Gonna Get You"                                                            | "Rhythm Is Gonna Get You"                                                            | "Rhythm Is Gonna Get You"                                                            | "Rhythm Is Gonna Get You"                                                            | "Rhythm Is Gonna Get You"                                                            | "Rhythm Is Gonna Get You"                                                            | "Rhythm Is Gonna Get You"                                                            | "Rhythm Is Gonna Get You"                                                            | "Rhythm Is Gonna Get You"                                                            | "Rhythm Is Gonna Get You"                                                            | "Rhythm Is Gonna Get You"                                                            | "Rhythm Is Gonna Get You"                                                            | "Rhythm Is Gonna Get You"                                                            | "Rhythm Is Gonna Get You"                                                            | "Rhythm Is Gonna Get You"                                                            | "Rhythm Is Gonna Get You"                                                            | "Rhythm Is Gonna Get You"                                                            | "Rhythm Is Gonna Get You"                                                            | "Rhythm Is Gonna Get You"                                                            | "Rhythm Is Gonna Get You"                                                            | "Rhythm Is Gonna Get You"                                                            | "Rhythm Is Gonna Get You"                                                            | "Rhythm Is Gonna Get You"                                                            | "Rhythm Is Gonna Get You"                                                            | "Rhythm Is Gonna Get You"                                                            | "Rhythm Is Gonna Get You"                                                            | "Rhythm Is Gonna Get You"                                                            | "Rhythm Is Gonna Get You"                                                            | "Rhythm Is Gonna Get You"                                                            | Gloria Estefan                                   | Gloria Estefan                                   | Gloria Estefan                                   | Gloria Estefan                                   | Gloria Estefan                                   | Gloria Estefan                                   | Gloria Estefan                                   | Gloria Estefan                                   | Gloria Estefan                                   | Gloria Estefan                                   | Gloria Estefan                                   | Gloria Estefan                                   | Gloria Estefan                                   | Gloria Estefan                                   | Gloria Estefan                                   | Gloria Estefan                                   | Gloria Estefan                                   | Gloria Estefan                                   | Gloria Estefan                                   | Gloria Estefan                                   | Gloria Estefan                                   | Gloria Estefan                                   | Gloria Estefan                                   | Gloria Estefan                                   | Gloria Estefan                                   | Gloria Estefan                                   | Gloria Estefan                                   | Gloria Estefan                                   | Gloria Estefan                                   | Gloria Estefan                                   | Gloria Estefan                                   | Gloria Estefan                                   | Gloria Estefan                                   | Gloria Estefan                                   | Gloria Estefan                                   | Gloria Estefan                                   | Gloria Estefan                                   | Gloria Estefan                                   | Gloria Estefan                                   | Gloria Estefan                                   | Gloria Estefan                                   | Gloria Estefan                                   | Gloria Estefan                                   | Gloria Estefan                                   | Gloria Estefan                                   | Gloria Estefan                                   | Gloria Estefan                                   | Gloria Estefan                                   | Gloria Estefan                                   | Gloria Estefan                                   | Gloria Estefan                                   | Gloria Estefan                                   | Gloria Estefan                                   | Gloria Estefan                                   | Gloria Estefan                                   | Gloria Estefan                                   | Gloria Estefan                                   | Gloria Estefan                                   | Gloria Estefan                                   | Gloria Estefan                                   | Gloria Estefan                                   | Gloria Estefan                                   | Gloria Estefan                                   | Gloria Estefan                                   | Gloria Estefan                                   | Gloria Estefan                                   | Gloria Estefan                                   | Gloria Estefan                                   | Gloria Estefan                                   | Gloria Estefan                                   | Gloria Estefan                                   | Gloria Estefan                                   | Gloria Estefan                                   | Gloria Estefan                                   | Gloria Estefan                                   | Gloria Estefan                                   | Gloria Estefan                                   | Gloria Estefan                                   | Gloria Estefan                                   | Gloria Estefan                                   | Gloria Estefan                                   | Gloria Estefan                                   | Gloria Estefan                                   | Gloria Estefan                                   | Gloria Estefan                                   | Gloria Estefan                                   | Gloria Estefan                                   | Gloria Estefan                                   | Gloria Estefan                                   | Gloria Estefan                                   | Gloria Estefan                                   | Gloria Estefan                                   | Gloria Estefan                                   | Gloria Estefan                                   | Gloria Estefan                                   | Gloria Estefan                                   | Gloria Estefan                                   | Gloria Estefan                                   | Gloria Estefan                                   | Gloria Estefan                                   | —                | —                | —                | —                | —                | —                | —                | —                | —                | —                | —                | —                | —                | —                | —                | —                | —                | —                | —                | —                | —                | —                | —                | —                | —                | —                | —                | —                | —                | —                | —                | —                | —                | —                | —                | —                | —                | —                | —                | —                | —                | —                | —                | —                | —                | —                | —                | —                | —                | —                | —                | —                | —                | —                | —                | —                | —                | —                | —                | —                | —                | —                | —                | —                | —                | —                | —                | —                | —                | —                | —                | —                | —                | —                | —                | —                | —                | —                | —                | —                | —                | —                | —                | —                | —                | —                | —                | —                | —                | —                | —                | —                | —                | —                | —                | —                | —                | —                | —                | —                |
| Top 7                                      | Top 7      | Top 7      | Top 7      | Top 7      | Top 7      | Top 7      | Top 7      | Top 7      | Top 7      | Top 7      | Top 7      | Top 7      | Top 7      | Top 7      | Top 7      | Top 7      | Top 7      | Top 7      | Top 7      | Top 7      | Top 7      | Top 7      | Top 7      | Top 7      | Top 7      | Top 7      | Top 7      | Top 7      | Top 7      | Top 7      | Top 7      | Top 7      | Top 7      | Top 7      | Top 7      | Top 7      | Top 7      | Top 7      | Top 7      | Top 7      | Top 7      | Top 7      | Top 7      | Top 7      | Top 7      | Top 7      | Top 7      | Top 7      | Top 7      | Top 7      | Top 7      | Top 7      | Top 7      | Top 7      | Top 7      | Top 7      | Top 7      | Top 7      | Top 7      | Top 7      | Top 7      | Top 7      | Top 7      | Top 7      | Top 7      | Top 7      | Top 7      | Top 7      | Top 7      | Top 7      | Top 7      | Top 7      | Top 7      | Top 7      | Top 7      | Top 7      | Top 7      | Top 7      | Top 7      | Top 7      | Top 7      | Top 7      | Top 7      | Top 7      | Top 7      | Top 7      | Top 7      | Top 7      | Top 7      | Top 7      | Top 7      | Top 7      | Top 7      | Top 7      | Top 7      | Top 7      | Top 7      | Top 7      | Top 7      | "A Broken Wing"                                                                      | "A Broken Wing"                                                                      | "A Broken Wing"                                                                      | "A Broken Wing"                                                                      | "A Broken Wing"                                                                      | "A Broken Wing"                                                                      | "A Broken Wing"                                                                      | "A Broken Wing"                                                                      | "A Broken Wing"                                                                      | "A Broken Wing"                                                                      | "A Broken Wing"                                                                      | "A Broken Wing"                                                                      | "A Broken Wing"                                                                      | "A Broken Wing"                                                                      | "A Broken Wing"                                                                      | "A Broken Wing"                                                                      | "A Broken Wing"                                                                      | "A Broken Wing"                                                                      | "A Broken Wing"                                                                      | "A Broken Wing"                                                                      | "A Broken Wing"                                                                      | "A Broken Wing"                                                                      | "A Broken Wing"                                                                      | "A Broken Wing"                                                                      | "A Broken Wing"                                                                      | "A Broken Wing"                                                                      | "A Broken Wing"                                                                      | "A Broken Wing"                                                                      | "A Broken Wing"                                                                      | "A Broken Wing"                                                                      | "A Broken Wing"                                                                      | "A Broken Wing"                                                                      | "A Broken Wing"                                                                      | "A Broken Wing"                                                                      | "A Broken Wing"                                                                      | "A Broken Wing"                                                                      | "A Broken Wing"                                                                      | "A Broken Wing"                                                                      | "A Broken Wing"                                                                      | "A Broken Wing"                                                                      | "A Broken Wing"                                                                      | "A Broken Wing"                                                                      | "A Broken Wing"                                                                      | "A Broken Wing"                                                                      | "A Broken Wing"                                                                      | "A Broken Wing"                                                                      | "A Broken Wing"                                                                      | "A Broken Wing"                                                                      | "A Broken Wing"                                                                      | "A Broken Wing"                                                                      | "A Broken Wing"                                                                      | "A Broken Wing"                                                                      | "A Broken Wing"                                                                      | "A Broken Wing"                                                                      | "A Broken Wing"                                                                      | "A Broken Wing"                                                                      | "A Broken Wing"                                                                      | "A Broken Wing"                                                                      | "A Broken Wing"                                                                      | "A Broken Wing"                                                                      | "A Broken Wing"                                                                      | "A Broken Wing"                                                                      | "A Broken Wing"                                                                      | "A Broken Wing"                                                                      | "A Broken Wing"                                                                      | "A Broken Wing"                                                                      | "A Broken Wing"                                                                      | "A Broken Wing"                                                                      | "A Broken Wing"                                                                      | "A Broken Wing"                                                                      | "A Broken Wing"                                                                      | "A Broken Wing"                                                                      | "A Broken Wing"                                                                      | "A Broken Wing"                                                                      | "A Broken Wing"                                                                      | "A Broken Wing"                                                                      | "A Broken Wing"                                                                      | "A Broken Wing"                                                                      | "A Broken Wing"                                                                      | "A Broken Wing"                                                                      | "A Broken Wing"                                                                      | "A Broken Wing"                                                                      | "A Broken Wing"                                                                      | "A Broken Wing"                                                                      | "A Broken Wing"                                                                      | "A Broken Wing"                                                                      | "A Broken Wing"                                                                      | "A Broken Wing"                                                                      | "A Broken Wing"                                                                      | "A Broken Wing"                                                                      | "A Broken Wing"                                                                      | "A Broken Wing"                                                                      | "A Broken Wing"                                                                      | "A Broken Wing"                                                                      | "A Broken Wing"                                                                      | "A Broken Wing"                                                                      | "A Broken Wing"                                                                      | "A Broken Wing"                                                                      | "A Broken Wing"                                                                      | "A Broken Wing"                                                                      | Martina McBride                                  | Martina McBride                                  | Martina McBride                                  | Martina McBride                                  | Martina McBride                                  | Martina McBride                                  | Martina McBride                                  | Martina McBride                                  | Martina McBride                                  | Martina McBride                                  | Martina McBride                                  | Martina McBride                                  | Martina McBride                                  | Martina McBride                                  | Martina McBride                                  | Martina McBride                                  | Martina McBride                                  | Martina McBride                                  | Martina McBride                                  | Martina McBride                                  | Martina McBride                                  | Martina McBride                                  | Martina McBride                                  | Martina McBride                                  | Martina McBride                                  | Martina McBride                                  | Martina McBride                                  | Martina McBride                                  | Martina McBride                                  | Martina McBride                                  | Martina McBride                                  | Martina McBride                                  | Martina McBride                                  | Martina McBride                                  | Martina McBride                                  | Martina McBride                                  | Martina McBride                                  | Martina McBride                                  | Martina McBride                                  | Martina McBride                                  | Martina McBride                                  | Martina McBride                                  | Martina McBride                                  | Martina McBride                                  | Martina McBride                                  | Martina McBride                                  | Martina McBride                                  | Martina McBride                                  | Martina McBride                                  | Martina McBride                                  | Martina McBride                                  | Martina McBride                                  | Martina McBride                                  | Martina McBride                                  | Martina McBride                                  | Martina McBride                                  | Martina McBride                                  | Martina McBride                                  | Martina McBride                                  | Martina McBride                                  | Martina McBride                                  | Martina McBride                                  | Martina McBride                                  | Martina McBride                                  | Martina McBride                                  | Martina McBride                                  | Martina McBride                                  | Martina McBride                                  | Martina McBride                                  | Martina McBride                                  | Martina McBride                                  | Martina McBride                                  | Martina McBride                                  | Martina McBride                                  | Martina McBride                                  | Martina McBride                                  | Martina McBride                                  | Martina McBride                                  | Martina McBride                                  | Martina McBride                                  | Martina McBride                                  | Martina McBride                                  | Martina McBride                                  | Martina McBride                                  | Martina McBride                                  | Martina McBride                                  | Martina McBride                                  | Martina McBride                                  | Martina McBride                                  | Martina McBride                                  | Martina McBride                                  | Martina McBride                                  | Martina McBride                                  | Martina McBride                                  | Martina McBride                                  | Martina McBride                                  | Martina McBride                                  | Martina McBride                                  | Martina McBride                                  | Martina McBride                                  | —                | —                | —                | —                | —                | —                | —                | —                | —                | —                | —                | —                | —                | —                | —                | —                | —                | —                | —                | —                | —                | —                | —                | —                | —                | —                | —                | —                | —                | —                | —                | —                | —                | —                | —                | —                | —                | —                | —                | —                | —                | —                | —                | —                | —                | —                | —                | —                | —                | —                | —                | —                | —                | —                | —                | —                | —                | —                | —                | —                | —                | —                | —                | —                | —                | —                | —                | —                | —                | —                | —                | —                | —                | —                | —                | —                | —                | —                | —                | —                | —                | —                | —                | —                | —                | —                | —                | —                | —                | —                | —                | —                | —                | —                | —                | —                | —                | —                | —                | —                |
| Top 6                                      | Top 6      | Top 6      | Top 6      | Top 6      | Top 6      | Top 6      | Top 6      | Top 6      | Top 6      | Top 6      | Top 6      | Top 6      | Top 6      | Top 6      | Top 6      | Top 6      | Top 6      | Top 6      | Top 6      | Top 6      | Top 6      | Top 6      | Top 6      | Top 6      | Top 6      | Top 6      | Top 6      | Top 6      | Top 6      | Top 6      | Top 6      | Top 6      | Top 6      | Top 6      | Top 6      | Top 6      | Top 6      | Top 6      | Top 6      | Top 6      | Top 6      | Top 6      | Top 6      | Top 6      | Top 6      | Top 6      | Top 6      | Top 6      | Top 6      | Top 6      | Top 6      | Top 6      | Top 6      | Top 6      | Top 6      | Top 6      | Top 6      | Top 6      | Top 6      | Top 6      | Top 6      | Top 6      | Top 6      | Top 6      | Top 6      | Top 6      | Top 6      | Top 6      | Top 6      | Top 6      | Top 6      | Top 6      | Top 6      | Top 6      | Top 6      | Top 6      | Top 6      | Top 6      | Top 6      | Top 6      | Top 6      | Top 6      | Top 6      | Top 6      | Top 6      | Top 6      | Top 6      | Top 6      | Top 6      | Top 6      | Top 6      | Top 6      | Top 6      | Top 6      | Top 6      | Top 6      | Top 6      | Top 6      | Top 6      | "You’ll Never Walk Alone"                                                            | "You’ll Never Walk Alone"                                                            | "You’ll Never Walk Alone"                                                            | "You’ll Never Walk Alone"                                                            | "You’ll Never Walk Alone"                                                            | "You’ll Never Walk Alone"                                                            | "You’ll Never Walk Alone"                                                            | "You’ll Never Walk Alone"                                                            | "You’ll Never Walk Alone"                                                            | "You’ll Never Walk Alone"                                                            | "You’ll Never Walk Alone"                                                            | "You’ll Never Walk Alone"                                                            | "You’ll Never Walk Alone"                                                            | "You’ll Never Walk Alone"                                                            | "You’ll Never Walk Alone"                                                            | "You’ll Never Walk Alone"                                                            | "You’ll Never Walk Alone"                                                            | "You’ll Never Walk Alone"                                                            | "You’ll Never Walk Alone"                                                            | "You’ll Never Walk Alone"                                                            | "You’ll Never Walk Alone"                                                            | "You’ll Never Walk Alone"                                                            | "You’ll Never Walk Alone"                                                            | "You’ll Never Walk Alone"                                                            | "You’ll Never Walk Alone"                                                            | "You’ll Never Walk Alone"                                                            | "You’ll Never Walk Alone"                                                            | "You’ll Never Walk Alone"                                                            | "You’ll Never Walk Alone"                                                            | "You’ll Never Walk Alone"                                                            | "You’ll Never Walk Alone"                                                            | "You’ll Never Walk Alone"                                                            | "You’ll Never Walk Alone"                                                            | "You’ll Never Walk Alone"                                                            | "You’ll Never Walk Alone"                                                            | "You’ll Never Walk Alone"                                                            | "You’ll Never Walk Alone"                                                            | "You’ll Never Walk Alone"                                                            | "You’ll Never Walk Alone"                                                            | "You’ll Never Walk Alone"                                                            | "You’ll Never Walk Alone"                                                            | "You’ll Never Walk Alone"                                                            | "You’ll Never Walk Alone"                                                            | "You’ll Never Walk Alone"                                                            | "You’ll Never Walk Alone"                                                            | "You’ll Never Walk Alone"                                                            | "You’ll Never Walk Alone"                                                            | "You’ll Never Walk Alone"                                                            | "You’ll Never Walk Alone"                                                            | "You’ll Never Walk Alone"                                                            | "You’ll Never Walk Alone"                                                            | "You’ll Never Walk Alone"                                                            | "You’ll Never Walk Alone"                                                            | "You’ll Never Walk Alone"                                                            | "You’ll Never Walk Alone"                                                            | "You’ll Never Walk Alone"                                                            | "You’ll Never Walk Alone"                                                            | "You’ll Never Walk Alone"                                                            | "You’ll Never Walk Alone"                                                            | "You’ll Never Walk Alone"                                                            | "You’ll Never Walk Alone"                                                            | "You’ll Never Walk Alone"                                                            | "You’ll Never Walk Alone"                                                            | "You’ll Never Walk Alone"                                                            | "You’ll Never Walk Alone"                                                            | "You’ll Never Walk Alone"                                                            | "You’ll Never Walk Alone"                                                            | "You’ll Never Walk Alone"                                                            | "You’ll Never Walk Alone"                                                            | "You’ll Never Walk Alone"                                                            | "You’ll Never Walk Alone"                                                            | "You’ll Never Walk Alone"                                                            | "You’ll Never Walk Alone"                                                            | "You’ll Never Walk Alone"                                                            | "You’ll Never Walk Alone"                                                            | "You’ll Never Walk Alone"                                                            | "You’ll Never Walk Alone"                                                            | "You’ll Never Walk Alone"                                                            | "You’ll Never Walk Alone"                                                            | "You’ll Never Walk Alone"                                                            | "You’ll Never Walk Alone"                                                            | "You’ll Never Walk Alone"                                                            | "You’ll Never Walk Alone"                                                            | "You’ll Never Walk Alone"                                                            | "You’ll Never Walk Alone"                                                            | "You’ll Never Walk Alone"                                                            | "You’ll Never Walk Alone"                                                            | "You’ll Never Walk Alone"                                                            | "You’ll Never Walk Alone"                                                            | "You’ll Never Walk Alone"                                                            | "You’ll Never Walk Alone"                                                            | "You’ll Never Walk Alone"                                                            | "You’ll Never Walk Alone"                                                            | "You’ll Never Walk Alone"                                                            | "You’ll Never Walk Alone"                                                            | "You’ll Never Walk Alone"                                                            | "You’ll Never Walk Alone"                                                            | "You’ll Never Walk Alone"                                                            | "You’ll Never Walk Alone"                                                            | "You’ll Never Walk Alone"                                                            | Rodgers & Hammerstein                            | Rodgers & Hammerstein                            | Rodgers & Hammerstein                            | Rodgers & Hammerstein                            | Rodgers & Hammerstein                            | Rodgers & Hammerstein                            | Rodgers & Hammerstein                            | Rodgers & Hammerstein                            | Rodgers & Hammerstein                            | Rodgers & Hammerstein                            | Rodgers & Hammerstein                            | Rodgers & Hammerstein                            | Rodgers & Hammerstein                            | Rodgers & Hammerstein                            | Rodgers & Hammerstein                            | Rodgers & Hammerstein                            | Rodgers & Hammerstein                            | Rodgers & Hammerstein                            | Rodgers & Hammerstein                            | Rodgers & Hammerstein                            | Rodgers & Hammerstein                            | Rodgers & Hammerstein                            | Rodgers & Hammerstein                            | Rodgers & Hammerstein                            | Rodgers & Hammerstein                            | Rodgers & Hammerstein                            | Rodgers & Hammerstein                            | Rodgers & Hammerstein                            | Rodgers & Hammerstein                            | Rodgers & Hammerstein                            | Rodgers & Hammerstein                            | Rodgers & Hammerstein                            | Rodgers & Hammerstein                            | Rodgers & Hammerstein                            | Rodgers & Hammerstein                            | Rodgers & Hammerstein                            | Rodgers & Hammerstein                            | Rodgers & Hammerstein                            | Rodgers & Hammerstein                            | Rodgers & Hammerstein                            | Rodgers & Hammerstein                            | Rodgers & Hammerstein                            | Rodgers & Hammerstein                            | Rodgers & Hammerstein                            | Rodgers & Hammerstein                            | Rodgers & Hammerstein                            | Rodgers & Hammerstein                            | Rodgers & Hammerstein                            | Rodgers & Hammerstein                            | Rodgers & Hammerstein                            | Rodgers & Hammerstein                            | Rodgers & Hammerstein                            | Rodgers & Hammerstein                            | Rodgers & Hammerstein                            | Rodgers & Hammerstein                            | Rodgers & Hammerstein                            | Rodgers & Hammerstein                            | Rodgers & Hammerstein                            | Rodgers & Hammerstein                            | Rodgers & Hammerstein                            | Rodgers & Hammerstein                            | Rodgers & Hammerstein                            | Rodgers & Hammerstein                            | Rodgers & Hammerstein                            | Rodgers & Hammerstein                            | Rodgers & Hammerstein                            | Rodgers & Hammerstein                            | Rodgers & Hammerstein                            | Rodgers & Hammerstein                            | Rodgers & Hammerstein                            | Rodgers & Hammerstein                            | Rodgers & Hammerstein                            | Rodgers & Hammerstein                            | Rodgers & Hammerstein                            | Rodgers & Hammerstein                            | Rodgers & Hammerstein                            | Rodgers & Hammerstein                            | Rodgers & Hammerstein                            | Rodgers & Hammerstein                            | Rodgers & Hammerstein                            | Rodgers & Hammerstein                            | Rodgers & Hammerstein                            | Rodgers & Hammerstein                            | Rodgers & Hammerstein                            | Rodgers & Hammerstein                            | Rodgers & Hammerstein                            | Rodgers & Hammerstein                            | Rodgers & Hammerstein                            | Rodgers & Hammerstein                            | Rodgers & Hammerstein                            | Rodgers & Hammerstein                            | Rodgers & Hammerstein                            | Rodgers & Hammerstein                            | Rodgers & Hammerstein                            | Rodgers & Hammerstein                            | Rodgers & Hammerstein                            | Rodgers & Hammerstein                            | Rodgers & Hammerstein                            | Rodgers & Hammerstein                            | Rodgers & Hammerstein                            | — Bez eliminacji | — Bez eliminacji | — Bez eliminacji | — Bez eliminacji | — Bez eliminacji | — Bez eliminacji | — Bez eliminacji | — Bez eliminacji | — Bez eliminacji | — Bez eliminacji | — Bez eliminacji | — Bez eliminacji | — Bez eliminacji | — Bez eliminacji | — Bez eliminacji | — Bez eliminacji | — Bez eliminacji | — Bez eliminacji | — Bez eliminacji | — Bez eliminacji | — Bez eliminacji | — Bez eliminacji | — Bez eliminacji | — Bez eliminacji | — Bez eliminacji | — Bez eliminacji | — Bez eliminacji | — Bez eliminacji | — Bez eliminacji | — Bez eliminacji | — Bez eliminacji | — Bez eliminacji | — Bez eliminacji | — Bez eliminacji | — Bez eliminacji | — Bez eliminacji | — Bez eliminacji | — Bez eliminacji | — Bez eliminacji | — Bez eliminacji | — Bez eliminacji | — Bez eliminacji | — Bez eliminacji | — Bez eliminacji | — Bez eliminacji | — Bez eliminacji | — Bez eliminacji | — Bez eliminacji | — Bez eliminacji | — Bez eliminacji | — Bez eliminacji | — Bez eliminacji | — Bez eliminacji | — Bez eliminacji | — Bez eliminacji | — Bez eliminacji | — Bez eliminacji | — Bez eliminacji | — Bez eliminacji | — Bez eliminacji | — Bez eliminacji | — Bez eliminacji | — Bez eliminacji | — Bez eliminacji | — Bez eliminacji | — Bez eliminacji | — Bez eliminacji | — Bez eliminacji | — Bez eliminacji | — Bez eliminacji | — Bez eliminacji | — Bez eliminacji | — Bez eliminacji | — Bez eliminacji | — Bez eliminacji | — Bez eliminacji | — Bez eliminacji | — Bez eliminacji | — Bez eliminacji | — Bez eliminacji | — Bez eliminacji | — Bez eliminacji | — Bez eliminacji | — Bez eliminacji | — Bez eliminacji | — Bez eliminacji | — Bez eliminacji | — Bez eliminacji | — Bez eliminacji | — Bez eliminacji | — Bez eliminacji | — Bez eliminacji | — Bez eliminacji | — Bez eliminacji | — Bez eliminacji | — Bez eliminacji | — Bez eliminacji | — Bez eliminacji | — Bez eliminacji | — Bez eliminacji |
| Top 6                                      | Top 6      | Top 6      | Top 6      | Top 6      | Top 6      | Top 6      | Top 6      | Top 6      | Top 6      | Top 6      | Top 6      | Top 6      | Top 6      | Top 6      | Top 6      | Top 6      | Top 6      | Top 6      | Top 6      | Top 6      | Top 6      | Top 6      | Top 6      | Top 6      | Top 6      | Top 6      | Top 6      | Top 6      | Top 6      | Top 6      | Top 6      | Top 6      | Top 6      | Top 6      | Top 6      | Top 6      | Top 6      | Top 6      | Top 6      | Top 6      | Top 6      | Top 6      | Top 6      | Top 6      | Top 6      | Top 6      | Top 6      | Top 6      | Top 6      | Top 6      | Top 6      | Top 6      | Top 6      | Top 6      | Top 6      | Top 6      | Top 6      | Top 6      | Top 6      | Top 6      | Top 6      | Top 6      | Top 6      | Top 6      | Top 6      | Top 6      | Top 6      | Top 6      | Top 6      | Top 6      | Top 6      | Top 6      | Top 6      | Top 6      | Top 6      | Top 6      | Top 6      | Top 6      | Top 6      | Top 6      | Top 6      | Top 6      | Top 6      | Top 6      | Top 6      | Top 6      | Top 6      | Top 6      | Top 6      | Top 6      | Top 6      | Top 6      | Top 6      | Top 6      | Top 6      | Top 6      | Top 6      | Top 6      | Top 6      | "Livin’ on a Prayer"                                                                 | "Livin’ on a Prayer"                                                                 | "Livin’ on a Prayer"                                                                 | "Livin’ on a Prayer"                                                                 | "Livin’ on a Prayer"                                                                 | "Livin’ on a Prayer"                                                                 | "Livin’ on a Prayer"                                                                 | "Livin’ on a Prayer"                                                                 | "Livin’ on a Prayer"                                                                 | "Livin’ on a Prayer"                                                                 | "Livin’ on a Prayer"                                                                 | "Livin’ on a Prayer"                                                                 | "Livin’ on a Prayer"                                                                 | "Livin’ on a Prayer"                                                                 | "Livin’ on a Prayer"                                                                 | "Livin’ on a Prayer"                                                                 | "Livin’ on a Prayer"                                                                 | "Livin’ on a Prayer"                                                                 | "Livin’ on a Prayer"                                                                 | "Livin’ on a Prayer"                                                                 | "Livin’ on a Prayer"                                                                 | "Livin’ on a Prayer"                                                                 | "Livin’ on a Prayer"                                                                 | "Livin’ on a Prayer"                                                                 | "Livin’ on a Prayer"                                                                 | "Livin’ on a Prayer"                                                                 | "Livin’ on a Prayer"                                                                 | "Livin’ on a Prayer"                                                                 | "Livin’ on a Prayer"                                                                 | "Livin’ on a Prayer"                                                                 | "Livin’ on a Prayer"                                                                 | "Livin’ on a Prayer"                                                                 | "Livin’ on a Prayer"                                                                 | "Livin’ on a Prayer"                                                                 | "Livin’ on a Prayer"                                                                 | "Livin’ on a Prayer"                                                                 | "Livin’ on a Prayer"                                                                 | "Livin’ on a Prayer"                                                                 | "Livin’ on a Prayer"                                                                 | "Livin’ on a Prayer"                                                                 | "Livin’ on a Prayer"                                                                 | "Livin’ on a Prayer"                                                                 | "Livin’ on a Prayer"                                                                 | "Livin’ on a Prayer"                                                                 | "Livin’ on a Prayer"                                                                 | "Livin’ on a Prayer"                                                                 | "Livin’ on a Prayer"                                                                 | "Livin’ on a Prayer"                                                                 | "Livin’ on a Prayer"                                                                 | "Livin’ on a Prayer"                                                                 | "Livin’ on a Prayer"                                                                 | "Livin’ on a Prayer"                                                                 | "Livin’ on a Prayer"                                                                 | "Livin’ on a Prayer"                                                                 | "Livin’ on a Prayer"                                                                 | "Livin’ on a Prayer"                                                                 | "Livin’ on a Prayer"                                                                 | "Livin’ on a Prayer"                                                                 | "Livin’ on a Prayer"                                                                 | "Livin’ on a Prayer"                                                                 | "Livin’ on a Prayer"                                                                 | "Livin’ on a Prayer"                                                                 | "Livin’ on a Prayer"                                                                 | "Livin’ on a Prayer"                                                                 | "Livin’ on a Prayer"                                                                 | "Livin’ on a Prayer"                                                                 | "Livin’ on a Prayer"                                                                 | "Livin’ on a Prayer"                                                                 | "Livin’ on a Prayer"                                                                 | "Livin’ on a Prayer"                                                                 | "Livin’ on a Prayer"                                                                 | "Livin’ on a Prayer"                                                                 | "Livin’ on a Prayer"                                                                 | "Livin’ on a Prayer"                                                                 | "Livin’ on a Prayer"                                                                 | "Livin’ on a Prayer"                                                                 | "Livin’ on a Prayer"                                                                 | "Livin’ on a Prayer"                                                                 | "Livin’ on a Prayer"                                                                 | "Livin’ on a Prayer"                                                                 | "Livin’ on a Prayer"                                                                 | "Livin’ on a Prayer"                                                                 | "Livin’ on a Prayer"                                                                 | "Livin’ on a Prayer"                                                                 | "Livin’ on a Prayer"                                                                 | "Livin’ on a Prayer"                                                                 | "Livin’ on a Prayer"                                                                 | "Livin’ on a Prayer"                                                                 | "Livin’ on a Prayer"                                                                 | "Livin’ on a Prayer"                                                                 | "Livin’ on a Prayer"                                                                 | "Livin’ on a Prayer"                                                                 | "Livin’ on a Prayer"                                                                 | "Livin’ on a Prayer"                                                                 | "Livin’ on a Prayer"                                                                 | "Livin’ on a Prayer"                                                                 | "Livin’ on a Prayer"                                                                 | "Livin’ on a Prayer"                                                                 | "Livin’ on a Prayer"                                                                 | "Livin’ on a Prayer"                                                                 | Bon Jovi                                         | Bon Jovi                                         | Bon Jovi                                         | Bon Jovi                                         | Bon Jovi                                         | Bon Jovi                                         | Bon Jovi                                         | Bon Jovi                                         | Bon Jovi                                         | Bon Jovi                                         | Bon Jovi                                         | Bon Jovi                                         | Bon Jovi                                         | Bon Jovi                                         | Bon Jovi                                         | Bon Jovi                                         | Bon Jovi                                         | Bon Jovi                                         | Bon Jovi                                         | Bon Jovi                                         | Bon Jovi                                         | Bon Jovi                                         | Bon Jovi                                         | Bon Jovi                                         | Bon Jovi                                         | Bon Jovi                                         | Bon Jovi                                         | Bon Jovi                                         | Bon Jovi                                         | Bon Jovi                                         | Bon Jovi                                         | Bon Jovi                                         | Bon Jovi                                         | Bon Jovi                                         | Bon Jovi                                         | Bon Jovi                                         | Bon Jovi                                         | Bon Jovi                                         | Bon Jovi                                         | Bon Jovi                                         | Bon Jovi                                         | Bon Jovi                                         | Bon Jovi                                         | Bon Jovi                                         | Bon Jovi                                         | Bon Jovi                                         | Bon Jovi                                         | Bon Jovi                                         | Bon Jovi                                         | Bon Jovi                                         | Bon Jovi                                         | Bon Jovi                                         | Bon Jovi                                         | Bon Jovi                                         | Bon Jovi                                         | Bon Jovi                                         | Bon Jovi                                         | Bon Jovi                                         | Bon Jovi                                         | Bon Jovi                                         | Bon Jovi                                         | Bon Jovi                                         | Bon Jovi                                         | Bon Jovi                                         | Bon Jovi                                         | Bon Jovi                                         | Bon Jovi                                         | Bon Jovi                                         | Bon Jovi                                         | Bon Jovi                                         | Bon Jovi                                         | Bon Jovi                                         | Bon Jovi                                         | Bon Jovi                                         | Bon Jovi                                         | Bon Jovi                                         | Bon Jovi                                         | Bon Jovi                                         | Bon Jovi                                         | Bon Jovi                                         | Bon Jovi                                         | Bon Jovi                                         | Bon Jovi                                         | Bon Jovi                                         | Bon Jovi                                         | Bon Jovi                                         | Bon Jovi                                         | Bon Jovi                                         | Bon Jovi                                         | Bon Jovi                                         | Bon Jovi                                         | Bon Jovi                                         | Bon Jovi                                         | Bon Jovi                                         | Bon Jovi                                         | Bon Jovi                                         | Bon Jovi                                         | Bon Jovi                                         | Bon Jovi                                         | Bon Jovi                                         | —                | —                | —                | —                | —                | —                | —                | —                | —                | —                | —                | —                | —                | —                | —                | —                | —                | —                | —                | —                | —                | —                | —                | —                | —                | —                | —                | —                | —                | —                | —                | —                | —                | —                | —                | —                | —                | —                | —                | —                | —                | —                | —                | —                | —                | —                | —                | —                | —                | —                | —                | —                | —                | —                | —                | —                | —                | —                | —                | —                | —                | —                | —                | —                | —                | —                | —                | —                | —                | —                | —                | —                | —                | —                | —                | —                | —                | —                | —                | —                | —                | —                | —                | —                | —                | —                | —                | —                | —                | —                | —                | —                | —                | —                | —                | —                | —                | —                | —                | —                |
| Top 4                                      | Top 4      | Top 4      | Top 4      | Top 4      | Top 4      | Top 4      | Top 4      | Top 4      | Top 4      | Top 4      | Top 4      | Top 4      | Top 4      | Top 4      | Top 4      | Top 4      | Top 4      | Top 4      | Top 4      | Top 4      | Top 4      | Top 4      | Top 4      | Top 4      | Top 4      | Top 4      | Top 4      | Top 4      | Top 4      | Top 4      | Top 4      | Top 4      | Top 4      | Top 4      | Top 4      | Top 4      | Top 4      | Top 4      | Top 4      | Top 4      | Top 4      | Top 4      | Top 4      | Top 4      | Top 4      | Top 4      | Top 4      | Top 4      | Top 4      | Top 4      | Top 4      | Top 4      | Top 4      | Top 4      | Top 4      | Top 4      | Top 4      | Top 4      | Top 4      | Top 4      | Top 4      | Top 4      | Top 4      | Top 4      | Top 4      | Top 4      | Top 4      | Top 4      | Top 4      | Top 4      | Top 4      | Top 4      | Top 4      | Top 4      | Top 4      | Top 4      | Top 4      | Top 4      | Top 4      | Top 4      | Top 4      | Top 4      | Top 4      | Top 4      | Top 4      | Top 4      | Top 4      | Top 4      | Top 4      | Top 4      | Top 4      | Top 4      | Top 4      | Top 4      | Top 4      | Top 4      | Top 4      | Top 4      | Top 4      | "To Love Somebody" "Woman in Love"                                                   | "To Love Somebody" "Woman in Love"                                                   | "To Love Somebody" "Woman in Love"                                                   | "To Love Somebody" "Woman in Love"                                                   | "To Love Somebody" "Woman in Love"                                                   | "To Love Somebody" "Woman in Love"                                                   | "To Love Somebody" "Woman in Love"                                                   | "To Love Somebody" "Woman in Love"                                                   | "To Love Somebody" "Woman in Love"                                                   | "To Love Somebody" "Woman in Love"                                                   | "To Love Somebody" "Woman in Love"                                                   | "To Love Somebody" "Woman in Love"                                                   | "To Love Somebody" "Woman in Love"                                                   | "To Love Somebody" "Woman in Love"                                                   | "To Love Somebody" "Woman in Love"                                                   | "To Love Somebody" "Woman in Love"                                                   | "To Love Somebody" "Woman in Love"                                                   | "To Love Somebody" "Woman in Love"                                                   | "To Love Somebody" "Woman in Love"                                                   | "To Love Somebody" "Woman in Love"                                                   | "To Love Somebody" "Woman in Love"                                                   | "To Love Somebody" "Woman in Love"                                                   | "To Love Somebody" "Woman in Love"                                                   | "To Love Somebody" "Woman in Love"                                                   | "To Love Somebody" "Woman in Love"                                                   | "To Love Somebody" "Woman in Love"                                                   | "To Love Somebody" "Woman in Love"                                                   | "To Love Somebody" "Woman in Love"                                                   | "To Love Somebody" "Woman in Love"                                                   | "To Love Somebody" "Woman in Love"                                                   | "To Love Somebody" "Woman in Love"                                                   | "To Love Somebody" "Woman in Love"                                                   | "To Love Somebody" "Woman in Love"                                                   | "To Love Somebody" "Woman in Love"                                                   | "To Love Somebody" "Woman in Love"                                                   | "To Love Somebody" "Woman in Love"                                                   | "To Love Somebody" "Woman in Love"                                                   | "To Love Somebody" "Woman in Love"                                                   | "To Love Somebody" "Woman in Love"                                                   | "To Love Somebody" "Woman in Love"                                                   | "To Love Somebody" "Woman in Love"                                                   | "To Love Somebody" "Woman in Love"                                                   | "To Love Somebody" "Woman in Love"                                                   | "To Love Somebody" "Woman in Love"                                                   | "To Love Somebody" "Woman in Love"                                                   | "To Love Somebody" "Woman in Love"                                                   | "To Love Somebody" "Woman in Love"                                                   | "To Love Somebody" "Woman in Love"                                                   | "To Love Somebody" "Woman in Love"                                                   | "To Love Somebody" "Woman in Love"                                                   | "To Love Somebody" "Woman in Love"                                                   | "To Love Somebody" "Woman in Love"                                                   | "To Love Somebody" "Woman in Love"                                                   | "To Love Somebody" "Woman in Love"                                                   | "To Love Somebody" "Woman in Love"                                                   | "To Love Somebody" "Woman in Love"                                                   | "To Love Somebody" "Woman in Love"                                                   | "To Love Somebody" "Woman in Love"                                                   | "To Love Somebody" "Woman in Love"                                                   | "To Love Somebody" "Woman in Love"                                                   | "To Love Somebody" "Woman in Love"                                                   | "To Love Somebody" "Woman in Love"                                                   | "To Love Somebody" "Woman in Love"                                                   | "To Love Somebody" "Woman in Love"                                                   | "To Love Somebody" "Woman in Love"                                                   | "To Love Somebody" "Woman in Love"                                                   | "To Love Somebody" "Woman in Love"                                                   | "To Love Somebody" "Woman in Love"                                                   | "To Love Somebody" "Woman in Love"                                                   | "To Love Somebody" "Woman in Love"                                                   | "To Love Somebody" "Woman in Love"                                                   | "To Love Somebody" "Woman in Love"                                                   | "To Love Somebody" "Woman in Love"                                                   | "To Love Somebody" "Woman in Love"                                                   | "To Love Somebody" "Woman in Love"                                                   | "To Love Somebody" "Woman in Love"                                                   | "To Love Somebody" "Woman in Love"                                                   | "To Love Somebody" "Woman in Love"                                                   | "To Love Somebody" "Woman in Love"                                                   | "To Love Somebody" "Woman in Love"                                                   | "To Love Somebody" "Woman in Love"                                                   | "To Love Somebody" "Woman in Love"                                                   | "To Love Somebody" "Woman in Love"                                                   | "To Love Somebody" "Woman in Love"                                                   | "To Love Somebody" "Woman in Love"                                                   | "To Love Somebody" "Woman in Love"                                                   | "To Love Somebody" "Woman in Love"                                                   | "To Love Somebody" "Woman in Love"                                                   | "To Love Somebody" "Woman in Love"                                                   | "To Love Somebody" "Woman in Love"                                                   | "To Love Somebody" "Woman in Love"                                                   | "To Love Somebody" "Woman in Love"                                                   | "To Love Somebody" "Woman in Love"                                                   | "To Love Somebody" "Woman in Love"                                                   | "To Love Somebody" "Woman in Love"                                                   | "To Love Somebody" "Woman in Love"                                                   | "To Love Somebody" "Woman in Love"                                                   | "To Love Somebody" "Woman in Love"                                                   | "To Love Somebody" "Woman in Love"                                                   | "To Love Somebody" "Woman in Love"                                                   | Bee Gees Barbra Streisand / Bee Gees             | Bee Gees Barbra Streisand / Bee Gees             | Bee Gees Barbra Streisand / Bee Gees             | Bee Gees Barbra Streisand / Bee Gees             | Bee Gees Barbra Streisand / Bee Gees             | Bee Gees Barbra Streisand / Bee Gees             | Bee Gees Barbra Streisand / Bee Gees             | Bee Gees Barbra Streisand / Bee Gees             | Bee Gees Barbra Streisand / Bee Gees             | Bee Gees Barbra Streisand / Bee Gees             | Bee Gees Barbra Streisand / Bee Gees             | Bee Gees Barbra Streisand / Bee Gees             | Bee Gees Barbra Streisand / Bee Gees             | Bee Gees Barbra Streisand / Bee Gees             | Bee Gees Barbra Streisand / Bee Gees             | Bee Gees Barbra Streisand / Bee Gees             | Bee Gees Barbra Streisand / Bee Gees             | Bee Gees Barbra Streisand / Bee Gees             | Bee Gees Barbra Streisand / Bee Gees             | Bee Gees Barbra Streisand / Bee Gees             | Bee Gees Barbra Streisand / Bee Gees             | Bee Gees Barbra Streisand / Bee Gees             | Bee Gees Barbra Streisand / Bee Gees             | Bee Gees Barbra Streisand / Bee Gees             | Bee Gees Barbra Streisand / Bee Gees             | Bee Gees Barbra Streisand / Bee Gees             | Bee Gees Barbra Streisand / Bee Gees             | Bee Gees Barbra Streisand / Bee Gees             | Bee Gees Barbra Streisand / Bee Gees             | Bee Gees Barbra Streisand / Bee Gees             | Bee Gees Barbra Streisand / Bee Gees             | Bee Gees Barbra Streisand / Bee Gees             | Bee Gees Barbra Streisand / Bee Gees             | Bee Gees Barbra Streisand / Bee Gees             | Bee Gees Barbra Streisand / Bee Gees             | Bee Gees Barbra Streisand / Bee Gees             | Bee Gees Barbra Streisand / Bee Gees             | Bee Gees Barbra Streisand / Bee Gees             | Bee Gees Barbra Streisand / Bee Gees             | Bee Gees Barbra Streisand / Bee Gees             | Bee Gees Barbra Streisand / Bee Gees             | Bee Gees Barbra Streisand / Bee Gees             | Bee Gees Barbra Streisand / Bee Gees             | Bee Gees Barbra Streisand / Bee Gees             | Bee Gees Barbra Streisand / Bee Gees             | Bee Gees Barbra Streisand / Bee Gees             | Bee Gees Barbra Streisand / Bee Gees             | Bee Gees Barbra Streisand / Bee Gees             | Bee Gees Barbra Streisand / Bee Gees             | Bee Gees Barbra Streisand / Bee Gees             | Bee Gees Barbra Streisand / Bee Gees             | Bee Gees Barbra Streisand / Bee Gees             | Bee Gees Barbra Streisand / Bee Gees             | Bee Gees Barbra Streisand / Bee Gees             | Bee Gees Barbra Streisand / Bee Gees             | Bee Gees Barbra Streisand / Bee Gees             | Bee Gees Barbra Streisand / Bee Gees             | Bee Gees Barbra Streisand / Bee Gees             | Bee Gees Barbra Streisand / Bee Gees             | Bee Gees Barbra Streisand / Bee Gees             | Bee Gees Barbra Streisand / Bee Gees             | Bee Gees Barbra Streisand / Bee Gees             | Bee Gees Barbra Streisand / Bee Gees             | Bee Gees Barbra Streisand / Bee Gees             | Bee Gees Barbra Streisand / Bee Gees             | Bee Gees Barbra Streisand / Bee Gees             | Bee Gees Barbra Streisand / Bee Gees             | Bee Gees Barbra Streisand / Bee Gees             | Bee Gees Barbra Streisand / Bee Gees             | Bee Gees Barbra Streisand / Bee Gees             | Bee Gees Barbra Streisand / Bee Gees             | Bee Gees Barbra Streisand / Bee Gees             | Bee Gees Barbra Streisand / Bee Gees             | Bee Gees Barbra Streisand / Bee Gees             | Bee Gees Barbra Streisand / Bee Gees             | Bee Gees Barbra Streisand / Bee Gees             | Bee Gees Barbra Streisand / Bee Gees             | Bee Gees Barbra Streisand / Bee Gees             | Bee Gees Barbra Streisand / Bee Gees             | Bee Gees Barbra Streisand / Bee Gees             | Bee Gees Barbra Streisand / Bee Gees             | Bee Gees Barbra Streisand / Bee Gees             | Bee Gees Barbra Streisand / Bee Gees             | Bee Gees Barbra Streisand / Bee Gees             | Bee Gees Barbra Streisand / Bee Gees             | Bee Gees Barbra Streisand / Bee Gees             | Bee Gees Barbra Streisand / Bee Gees             | Bee Gees Barbra Streisand / Bee Gees             | Bee Gees Barbra Streisand / Bee Gees             | Bee Gees Barbra Streisand / Bee Gees             | Bee Gees Barbra Streisand / Bee Gees             | Bee Gees Barbra Streisand / Bee Gees             | Bee Gees Barbra Streisand / Bee Gees             | Bee Gees Barbra Streisand / Bee Gees             | Bee Gees Barbra Streisand / Bee Gees             | Bee Gees Barbra Streisand / Bee Gees             | Bee Gees Barbra Streisand / Bee Gees             | Bee Gees Barbra Streisand / Bee Gees             | Bee Gees Barbra Streisand / Bee Gees             | Bee Gees Barbra Streisand / Bee Gees             | —                | —                | —                | —                | —                | —                | —                | —                | —                | —                | —                | —                | —                | —                | —                | —                | —                | —                | —                | —                | —                | —                | —                | —                | —                | —                | —                | —                | —                | —                | —                | —                | —                | —                | —                | —                | —                | —                | —                | —                | —                | —                | —                | —                | —                | —                | —                | —                | —                | —                | —                | —                | —                | —                | —                | —                | —                | —                | —                | —                | —                | —                | —                | —                | —                | —                | —                | —                | —                | —                | —                | —                | —                | —                | —                | —                | —                | —                | —                | —                | —                | —                | —                | —                | —                | —                | —                | —                | —                | —                | —                | —                | —                | —                | —                | —                | —                | —                | —                | —                |
| Top 3                                      | Top 3      | Top 3      | Top 3      | Top 3      | Top 3      | Top 3      | Top 3      | Top 3      | Top 3      | Top 3      | Top 3      | Top 3      | Top 3      | Top 3      | Top 3      | Top 3      | Top 3      | Top 3      | Top 3      | Top 3      | Top 3      | Top 3      | Top 3      | Top 3      | Top 3      | Top 3      | Top 3      | Top 3      | Top 3      | Top 3      | Top 3      | Top 3      | Top 3      | Top 3      | Top 3      | Top 3      | Top 3      | Top 3      | Top 3      | Top 3      | Top 3      | Top 3      | Top 3      | Top 3      | Top 3      | Top 3      | Top 3      | Top 3      | Top 3      | Top 3      | Top 3      | Top 3      | Top 3      | Top 3      | Top 3      | Top 3      | Top 3      | Top 3      | Top 3      | Top 3      | Top 3      | Top 3      | Top 3      | Top 3      | Top 3      | Top 3      | Top 3      | Top 3      | Top 3      | Top 3      | Top 3      | Top 3      | Top 3      | Top 3      | Top 3      | Top 3      | Top 3      | Top 3      | Top 3      | Top 3      | Top 3      | Top 3      | Top 3      | Top 3      | Top 3      | Top 3      | Top 3      | Top 3      | Top 3      | Top 3      | Top 3      | Top 3      | Top 3      | Top 3      | Top 3      | Top 3      | Top 3      | Top 3      | Top 3      | "Wishing On A Star" "She Works Hard for the Money" "I (Who Have Nothing)" (ponownie) | "Wishing On A Star" "She Works Hard for the Money" "I (Who Have Nothing)" (ponownie) | "Wishing On A Star" "She Works Hard for the Money" "I (Who Have Nothing)" (ponownie) | "Wishing On A Star" "She Works Hard for the Money" "I (Who Have Nothing)" (ponownie) | "Wishing On A Star" "She Works Hard for the Money" "I (Who Have Nothing)" (ponownie) | "Wishing On A Star" "She Works Hard for the Money" "I (Who Have Nothing)" (ponownie) | "Wishing On A Star" "She Works Hard for the Money" "I (Who Have Nothing)" (ponownie) | "Wishing On A Star" "She Works Hard for the Money" "I (Who Have Nothing)" (ponownie) | "Wishing On A Star" "She Works Hard for the Money" "I (Who Have Nothing)" (ponownie) | "Wishing On A Star" "She Works Hard for the Money" "I (Who Have Nothing)" (ponownie) | "Wishing On A Star" "She Works Hard for the Money" "I (Who Have Nothing)" (ponownie) | "Wishing On A Star" "She Works Hard for the Money" "I (Who Have Nothing)" (ponownie) | "Wishing On A Star" "She Works Hard for the Money" "I (Who Have Nothing)" (ponownie) | "Wishing On A Star" "She Works Hard for the Money" "I (Who Have Nothing)" (ponownie) | "Wishing On A Star" "She Works Hard for the Money" "I (Who Have Nothing)" (ponownie) | "Wishing On A Star" "She Works Hard for the Money" "I (Who Have Nothing)" (ponownie) | "Wishing On A Star" "She Works Hard for the Money" "I (Who Have Nothing)" (ponownie) | "Wishing On A Star" "She Works Hard for the Money" "I (Who Have Nothing)" (ponownie) | "Wishing On A Star" "She Works Hard for the Money" "I (Who Have Nothing)" (ponownie) | "Wishing On A Star" "She Works Hard for the Money" "I (Who Have Nothing)" (ponownie) | "Wishing On A Star" "She Works Hard for the Money" "I (Who Have Nothing)" (ponownie) | "Wishing On A Star" "She Works Hard for the Money" "I (Who Have Nothing)" (ponownie) | "Wishing On A Star" "She Works Hard for the Money" "I (Who Have Nothing)" (ponownie) | "Wishing On A Star" "She Works Hard for the Money" "I (Who Have Nothing)" (ponownie) | "Wishing On A Star" "She Works Hard for the Money" "I (Who Have Nothing)" (ponownie) | "Wishing On A Star" "She Works Hard for the Money" "I (Who Have Nothing)" (ponownie) | "Wishing On A Star" "She Works Hard for the Money" "I (Who Have Nothing)" (ponownie) | "Wishing On A Star" "She Works Hard for the Money" "I (Who Have Nothing)" (ponownie) | "Wishing On A Star" "She Works Hard for the Money" "I (Who Have Nothing)" (ponownie) | "Wishing On A Star" "She Works Hard for the Money" "I (Who Have Nothing)" (ponownie) | "Wishing On A Star" "She Works Hard for the Money" "I (Who Have Nothing)" (ponownie) | "Wishing On A Star" "She Works Hard for the Money" "I (Who Have Nothing)" (ponownie) | "Wishing On A Star" "She Works Hard for the Money" "I (Who Have Nothing)" (ponownie) | "Wishing On A Star" "She Works Hard for the Money" "I (Who Have Nothing)" (ponownie) | "Wishing On A Star" "She Works Hard for the Money" "I (Who Have Nothing)" (ponownie) | "Wishing On A Star" "She Works Hard for the Money" "I (Who Have Nothing)" (ponownie) | "Wishing On A Star" "She Works Hard for the Money" "I (Who Have Nothing)" (ponownie) | "Wishing On A Star" "She Works Hard for the Money" "I (Who Have Nothing)" (ponownie) | "Wishing On A Star" "She Works Hard for the Money" "I (Who Have Nothing)" (ponownie) | "Wishing On A Star" "She Works Hard for the Money" "I (Who Have Nothing)" (ponownie) | "Wishing On A Star" "She Works Hard for the Money" "I (Who Have Nothing)" (ponownie) | "Wishing On A Star" "She Works Hard for the Money" "I (Who Have Nothing)" (ponownie) | "Wishing On A Star" "She Works Hard for the Money" "I (Who Have Nothing)" (ponownie) | "Wishing On A Star" "She Works Hard for the Money" "I (Who Have Nothing)" (ponownie) | "Wishing On A Star" "She Works Hard for the Money" "I (Who Have Nothing)" (ponownie) | "Wishing On A Star" "She Works Hard for the Money" "I (Who Have Nothing)" (ponownie) | "Wishing On A Star" "She Works Hard for the Money" "I (Who Have Nothing)" (ponownie) | "Wishing On A Star" "She Works Hard for the Money" "I (Who Have Nothing)" (ponownie) | "Wishing On A Star" "She Works Hard for the Money" "I (Who Have Nothing)" (ponownie) | "Wishing On A Star" "She Works Hard for the Money" "I (Who Have Nothing)" (ponownie) | "Wishing On A Star" "She Works Hard for the Money" "I (Who Have Nothing)" (ponownie) | "Wishing On A Star" "She Works Hard for the Money" "I (Who Have Nothing)" (ponownie) | "Wishing On A Star" "She Works Hard for the Money" "I (Who Have Nothing)" (ponownie) | "Wishing On A Star" "She Works Hard for the Money" "I (Who Have Nothing)" (ponownie) | "Wishing On A Star" "She Works Hard for the Money" "I (Who Have Nothing)" (ponownie) | "Wishing On A Star" "She Works Hard for the Money" "I (Who Have Nothing)" (ponownie) | "Wishing On A Star" "She Works Hard for the Money" "I (Who Have Nothing)" (ponownie) | "Wishing On A Star" "She Works Hard for the Money" "I (Who Have Nothing)" (ponownie) | "Wishing On A Star" "She Works Hard for the Money" "I (Who Have Nothing)" (ponownie) | "Wishing On A Star" "She Works Hard for the Money" "I (Who Have Nothing)" (ponownie) | "Wishing On A Star" "She Works Hard for the Money" "I (Who Have Nothing)" (ponownie) | "Wishing On A Star" "She Works Hard for the Money" "I (Who Have Nothing)" (ponownie) | "Wishing On A Star" "She Works Hard for the Money" "I (Who Have Nothing)" (ponownie) | "Wishing On A Star" "She Works Hard for the Money" "I (Who Have Nothing)" (ponownie) | "Wishing On A Star" "She Works Hard for the Money" "I (Who Have Nothing)" (ponownie) | "Wishing On A Star" "She Works Hard for the Money" "I (Who Have Nothing)" (ponownie) | "Wishing On A Star" "She Works Hard for the Money" "I (Who Have Nothing)" (ponownie) | "Wishing On A Star" "She Works Hard for the Money" "I (Who Have Nothing)" (ponownie) | "Wishing On A Star" "She Works Hard for the Money" "I (Who Have Nothing)" (ponownie) | "Wishing On A Star" "She Works Hard for the Money" "I (Who Have Nothing)" (ponownie) | "Wishing On A Star" "She Works Hard for the Money" "I (Who Have Nothing)" (ponownie) | "Wishing On A Star" "She Works Hard for the Money" "I (Who Have Nothing)" (ponownie) | "Wishing On A Star" "She Works Hard for the Money" "I (Who Have Nothing)" (ponownie) | "Wishing On A Star" "She Works Hard for the Money" "I (Who Have Nothing)" (ponownie) | "Wishing On A Star" "She Works Hard for the Money" "I (Who Have Nothing)" (ponownie) | "Wishing On A Star" "She Works Hard for the Money" "I (Who Have Nothing)" (ponownie) | "Wishing On A Star" "She Works Hard for the Money" "I (Who Have Nothing)" (ponownie) | "Wishing On A Star" "She Works Hard for the Money" "I (Who Have Nothing)" (ponownie) | "Wishing On A Star" "She Works Hard for the Money" "I (Who Have Nothing)" (ponownie) | "Wishing On A Star" "She Works Hard for the Money" "I (Who Have Nothing)" (ponownie) | "Wishing On A Star" "She Works Hard for the Money" "I (Who Have Nothing)" (ponownie) | "Wishing On A Star" "She Works Hard for the Money" "I (Who Have Nothing)" (ponownie) | "Wishing On A Star" "She Works Hard for the Money" "I (Who Have Nothing)" (ponownie) | "Wishing On A Star" "She Works Hard for the Money" "I (Who Have Nothing)" (ponownie) | "Wishing On A Star" "She Works Hard for the Money" "I (Who Have Nothing)" (ponownie) | "Wishing On A Star" "She Works Hard for the Money" "I (Who Have Nothing)" (ponownie) | "Wishing On A Star" "She Works Hard for the Money" "I (Who Have Nothing)" (ponownie) | "Wishing On A Star" "She Works Hard for the Money" "I (Who Have Nothing)" (ponownie) | "Wishing On A Star" "She Works Hard for the Money" "I (Who Have Nothing)" (ponownie) | "Wishing On A Star" "She Works Hard for the Money" "I (Who Have Nothing)" (ponownie) | "Wishing On A Star" "She Works Hard for the Money" "I (Who Have Nothing)" (ponownie) | "Wishing On A Star" "She Works Hard for the Money" "I (Who Have Nothing)" (ponownie) | "Wishing On A Star" "She Works Hard for the Money" "I (Who Have Nothing)" (ponownie) | "Wishing On A Star" "She Works Hard for the Money" "I (Who Have Nothing)" (ponownie) | "Wishing On A Star" "She Works Hard for the Money" "I (Who Have Nothing)" (ponownie) | "Wishing On A Star" "She Works Hard for the Money" "I (Who Have Nothing)" (ponownie) | "Wishing On A Star" "She Works Hard for the Money" "I (Who Have Nothing)" (ponownie) | "Wishing On A Star" "She Works Hard for the Money" "I (Who Have Nothing)" (ponownie) | "Wishing On A Star" "She Works Hard for the Money" "I (Who Have Nothing)" (ponownie) | "Wishing On A Star" "She Works Hard for the Money" "I (Who Have Nothing)" (ponownie) | Rose Royce Donna Summer Shirley Bassey           | Rose Royce Donna Summer Shirley Bassey           | Rose Royce Donna Summer Shirley Bassey           | Rose Royce Donna Summer Shirley Bassey           | Rose Royce Donna Summer Shirley Bassey           | Rose Royce Donna Summer Shirley Bassey           | Rose Royce Donna Summer Shirley Bassey           | Rose Royce Donna Summer Shirley Bassey           | Rose Royce Donna Summer Shirley Bassey           | Rose Royce Donna Summer Shirley Bassey           | Rose Royce Donna Summer Shirley Bassey           | Rose Royce Donna Summer Shirley Bassey           | Rose Royce Donna Summer Shirley Bassey           | Rose Royce Donna Summer Shirley Bassey           | Rose Royce Donna Summer Shirley Bassey           | Rose Royce Donna Summer Shirley Bassey           | Rose Royce Donna Summer Shirley Bassey           | Rose Royce Donna Summer Shirley Bassey           | Rose Royce Donna Summer Shirley Bassey           | Rose Royce Donna Summer Shirley Bassey           | Rose Royce Donna Summer Shirley Bassey           | Rose Royce Donna Summer Shirley Bassey           | Rose Royce Donna Summer Shirley Bassey           | Rose Royce Donna Summer Shirley Bassey           | Rose Royce Donna Summer Shirley Bassey           | Rose Royce Donna Summer Shirley Bassey           | Rose Royce Donna Summer Shirley Bassey           | Rose Royce Donna Summer Shirley Bassey           | Rose Royce Donna Summer Shirley Bassey           | Rose Royce Donna Summer Shirley Bassey           | Rose Royce Donna Summer Shirley Bassey           | Rose Royce Donna Summer Shirley Bassey           | Rose Royce Donna Summer Shirley Bassey           | Rose Royce Donna Summer Shirley Bassey           | Rose Royce Donna Summer Shirley Bassey           | Rose Royce Donna Summer Shirley Bassey           | Rose Royce Donna Summer Shirley Bassey           | Rose Royce Donna Summer Shirley Bassey           | Rose Royce Donna Summer Shirley Bassey           | Rose Royce Donna Summer Shirley Bassey           | Rose Royce Donna Summer Shirley Bassey           | Rose Royce Donna Summer Shirley Bassey           | Rose Royce Donna Summer Shirley Bassey           | Rose Royce Donna Summer Shirley Bassey           | Rose Royce Donna Summer Shirley Bassey           | Rose Royce Donna Summer Shirley Bassey           | Rose Royce Donna Summer Shirley Bassey           | Rose Royce Donna Summer Shirley Bassey           | Rose Royce Donna Summer Shirley Bassey           | Rose Royce Donna Summer Shirley Bassey           | Rose Royce Donna Summer Shirley Bassey           | Rose Royce Donna Summer Shirley Bassey           | Rose Royce Donna Summer Shirley Bassey           | Rose Royce Donna Summer Shirley Bassey           | Rose Royce Donna Summer Shirley Bassey           | Rose Royce Donna Summer Shirley Bassey           | Rose Royce Donna Summer Shirley Bassey           | Rose Royce Donna Summer Shirley Bassey           | Rose Royce Donna Summer Shirley Bassey           | Rose Royce Donna Summer Shirley Bassey           | Rose Royce Donna Summer Shirley Bassey           | Rose Royce Donna Summer Shirley Bassey           | Rose Royce Donna Summer Shirley Bassey           | Rose Royce Donna Summer Shirley Bassey           | Rose Royce Donna Summer Shirley Bassey           | Rose Royce Donna Summer Shirley Bassey           | Rose Royce Donna Summer Shirley Bassey           | Rose Royce Donna Summer Shirley Bassey           | Rose Royce Donna Summer Shirley Bassey           | Rose Royce Donna Summer Shirley Bassey           | Rose Royce Donna Summer Shirley Bassey           | Rose Royce Donna Summer Shirley Bassey           | Rose Royce Donna Summer Shirley Bassey           | Rose Royce Donna Summer Shirley Bassey           | Rose Royce Donna Summer Shirley Bassey           | Rose Royce Donna Summer Shirley Bassey           | Rose Royce Donna Summer Shirley Bassey           | Rose Royce Donna Summer Shirley Bassey           | Rose Royce Donna Summer Shirley Bassey           | Rose Royce Donna Summer Shirley Bassey           | Rose Royce Donna Summer Shirley Bassey           | Rose Royce Donna Summer Shirley Bassey           | Rose Royce Donna Summer Shirley Bassey           | Rose Royce Donna Summer Shirley Bassey           | Rose Royce Donna Summer Shirley Bassey           | Rose Royce Donna Summer Shirley Bassey           | Rose Royce Donna Summer Shirley Bassey           | Rose Royce Donna Summer Shirley Bassey           | Rose Royce Donna Summer Shirley Bassey           | Rose Royce Donna Summer Shirley Bassey           | Rose Royce Donna Summer Shirley Bassey           | Rose Royce Donna Summer Shirley Bassey           | Rose Royce Donna Summer Shirley Bassey           | Rose Royce Donna Summer Shirley Bassey           | Rose Royce Donna Summer Shirley Bassey           | Rose Royce Donna Summer Shirley Bassey           | Rose Royce Donna Summer Shirley Bassey           | Rose Royce Donna Summer Shirley Bassey           | Rose Royce Donna Summer Shirley Bassey           | Rose Royce Donna Summer Shirley Bassey           | —                | —                | —                | —                | —                | —                | —                | —                | —                | —                | —                | —                | —                | —                | —                | —                | —                | —                | —                | —                | —                | —                | —                | —                | —                | —                | —                | —                | —                | —                | —                | —                | —                | —                | —                | —                | —                | —                | —                | —                | —                | —                | —                | —                | —                | —                | —                | —                | —                | —                | —                | —                | —                | —                | —                | —                | —                | —                | —                | —                | —                | —                | —                | —                | —                | —                | —                | —                | —                | —                | —                | —                | —                | —                | —                | —                | —                | —                | —                | —                | —                | —                | —                | —                | —                | —                | —                | —                | —                | —                | —                | —                | —                | —                | —                | —                | —                | —                | —                | —                |
| Finał                                      | Finał      | Finał      | Finał      | Finał      | Finał      | Finał      | Finał      | Finał      | Finał      | Finał      | Finał      | Finał      | Finał      | Finał      | Finał      | Finał      | Finał      | Finał      | Finał      | Finał      | Finał      | Finał      | Finał      | Finał      | Finał      | Finał      | Finał      | Finał      | Finał      | Finał      | Finał      | Finał      | Finał      | Finał      | Finał      | Finał      | Finał      | Finał      | Finał      | Finał      | Finał      | Finał      | Finał      | Finał      | Finał      | Finał      | Finał      | Finał      | Finał      | Finał      | Finał      | Finał      | Finał      | Finał      | Finał      | Finał      | Finał      | Finał      | Finał      | Finał      | Finał      | Finał      | Finał      | Finał      | Finał      | Finał      | Finał      | Finał      | Finał      | Finał      | Finał      | Finał      | Finał      | Finał      | Finał      | Finał      | Finał      | Finał      | Finał      | Finał      | Finał      | Finał      | Finał      | Finał      | Finał      | Finał      | Finał      | Finał      | Finał      | Finał      | Finał      | Finał      | Finał      | Finał      | Finał      | Finał      | Finał      | Finał      | Finał      | "Fighter" "A Broken Wing" (ponownie) "This Is My Now"                                | "Fighter" "A Broken Wing" (ponownie) "This Is My Now"                                | "Fighter" "A Broken Wing" (ponownie) "This Is My Now"                                | "Fighter" "A Broken Wing" (ponownie) "This Is My Now"                                | "Fighter" "A Broken Wing" (ponownie) "This Is My Now"                                | "Fighter" "A Broken Wing" (ponownie) "This Is My Now"                                | "Fighter" "A Broken Wing" (ponownie) "This Is My Now"                                | "Fighter" "A Broken Wing" (ponownie) "This Is My Now"                                | "Fighter" "A Broken Wing" (ponownie) "This Is My Now"                                | "Fighter" "A Broken Wing" (ponownie) "This Is My Now"                                | "Fighter" "A Broken Wing" (ponownie) "This Is My Now"                                | "Fighter" "A Broken Wing" (ponownie) "This Is My Now"                                | "Fighter" "A Broken Wing" (ponownie) "This Is My Now"                                | "Fighter" "A Broken Wing" (ponownie) "This Is My Now"                                | "Fighter" "A Broken Wing" (ponownie) "This Is My Now"                                | "Fighter" "A Broken Wing" (ponownie) "This Is My Now"                                | "Fighter" "A Broken Wing" (ponownie) "This Is My Now"                                | "Fighter" "A Broken Wing" (ponownie) "This Is My Now"                                | "Fighter" "A Broken Wing" (ponownie) "This Is My Now"                                | "Fighter" "A Broken Wing" (ponownie) "This Is My Now"                                | "Fighter" "A Broken Wing" (ponownie) "This Is My Now"                                | "Fighter" "A Broken Wing" (ponownie) "This Is My Now"                                | "Fighter" "A Broken Wing" (ponownie) "This Is My Now"                                | "Fighter" "A Broken Wing" (ponownie) "This Is My Now"                                | "Fighter" "A Broken Wing" (ponownie) "This Is My Now"                                | "Fighter" "A Broken Wing" (ponownie) "This Is My Now"                                | "Fighter" "A Broken Wing" (ponownie) "This Is My Now"                                | "Fighter" "A Broken Wing" (ponownie) "This Is My Now"                                | "Fighter" "A Broken Wing" (ponownie) "This Is My Now"                                | "Fighter" "A Broken Wing" (ponownie) "This Is My Now"                                | "Fighter" "A Broken Wing" (ponownie) "This Is My Now"                                | "Fighter" "A Broken Wing" (ponownie) "This Is My Now"                                | "Fighter" "A Broken Wing" (ponownie) "This Is My Now"                                | "Fighter" "A Broken Wing" (ponownie) "This Is My Now"                                | "Fighter" "A Broken Wing" (ponownie) "This Is My Now"                                | "Fighter" "A Broken Wing" (ponownie) "This Is My Now"                                | "Fighter" "A Broken Wing" (ponownie) "This Is My Now"                                | "Fighter" "A Broken Wing" (ponownie) "This Is My Now"                                | "Fighter" "A Broken Wing" (ponownie) "This Is My Now"                                | "Fighter" "A Broken Wing" (ponownie) "This Is My Now"                                | "Fighter" "A Broken Wing" (ponownie) "This Is My Now"                                | "Fighter" "A Broken Wing" (ponownie) "This Is My Now"                                | "Fighter" "A Broken Wing" (ponownie) "This Is My Now"                                | "Fighter" "A Broken Wing" (ponownie) "This Is My Now"                                | "Fighter" "A Broken Wing" (ponownie) "This Is My Now"                                | "Fighter" "A Broken Wing" (ponownie) "This Is My Now"                                | "Fighter" "A Broken Wing" (ponownie) "This Is My Now"                                | "Fighter" "A Broken Wing" (ponownie) "This Is My Now"                                | "Fighter" "A Broken Wing" (ponownie) "This Is My Now"                                | "Fighter" "A Broken Wing" (ponownie) "This Is My Now"                                | "Fighter" "A Broken Wing" (ponownie) "This Is My Now"                                | "Fighter" "A Broken Wing" (ponownie) "This Is My Now"                                | "Fighter" "A Broken Wing" (ponownie) "This Is My Now"                                | "Fighter" "A Broken Wing" (ponownie) "This Is My Now"                                | "Fighter" "A Broken Wing" (ponownie) "This Is My Now"                                | "Fighter" "A Broken Wing" (ponownie) "This Is My Now"                                | "Fighter" "A Broken Wing" (ponownie) "This Is My Now"                                | "Fighter" "A Broken Wing" (ponownie) "This Is My Now"                                | "Fighter" "A Broken Wing" (ponownie) "This Is My Now"                                | "Fighter" "A Broken Wing" (ponownie) "This Is My Now"                                | "Fighter" "A Broken Wing" (ponownie) "This Is My Now"                                | "Fighter" "A Broken Wing" (ponownie) "This Is My Now"                                | "Fighter" "A Broken Wing" (ponownie) "This Is My Now"                                | "Fighter" "A Broken Wing" (ponownie) "This Is My Now"                                | "Fighter" "A Broken Wing" (ponownie) "This Is My Now"                                | "Fighter" "A Broken Wing" (ponownie) "This Is My Now"                                | "Fighter" "A Broken Wing" (ponownie) "This Is My Now"                                | "Fighter" "A Broken Wing" (ponownie) "This Is My Now"                                | "Fighter" "A Broken Wing" (ponownie) "This Is My Now"                                | "Fighter" "A Broken Wing" (ponownie) "This Is My Now"                                | "Fighter" "A Broken Wing" (ponownie) "This Is My Now"                                | "Fighter" "A Broken Wing" (ponownie) "This Is My Now"                                | "Fighter" "A Broken Wing" (ponownie) "This Is My Now"                                | "Fighter" "A Broken Wing" (ponownie) "This Is My Now"                                | "Fighter" "A Broken Wing" (ponownie) "This Is My Now"                                | "Fighter" "A Broken Wing" (ponownie) "This Is My Now"                                | "Fighter" "A Broken Wing" (ponownie) "This Is My Now"                                | "Fighter" "A Broken Wing" (ponownie) "This Is My Now"                                | "Fighter" "A Broken Wing" (ponownie) "This Is My Now"                                | "Fighter" "A Broken Wing" (ponownie) "This Is My Now"                                | "Fighter" "A Broken Wing" (ponownie) "This Is My Now"                                | "Fighter" "A Broken Wing" (ponownie) "This Is My Now"                                | "Fighter" "A Broken Wing" (ponownie) "This Is My Now"                                | "Fighter" "A Broken Wing" (ponownie) "This Is My Now"                                | "Fighter" "A Broken Wing" (ponownie) "This Is My Now"                                | "Fighter" "A Broken Wing" (ponownie) "This Is My Now"                                | "Fighter" "A Broken Wing" (ponownie) "This Is My Now"                                | "Fighter" "A Broken Wing" (ponownie) "This Is My Now"                                | "Fighter" "A Broken Wing" (ponownie) "This Is My Now"                                | "Fighter" "A Broken Wing" (ponownie) "This Is My Now"                                | "Fighter" "A Broken Wing" (ponownie) "This Is My Now"                                | "Fighter" "A Broken Wing" (ponownie) "This Is My Now"                                | "Fighter" "A Broken Wing" (ponownie) "This Is My Now"                                | "Fighter" "A Broken Wing" (ponownie) "This Is My Now"                                | "Fighter" "A Broken Wing" (ponownie) "This Is My Now"                                | "Fighter" "A Broken Wing" (ponownie) "This Is My Now"                                | "Fighter" "A Broken Wing" (ponownie) "This Is My Now"                                | "Fighter" "A Broken Wing" (ponownie) "This Is My Now"                                | "Fighter" "A Broken Wing" (ponownie) "This Is My Now"                                | "Fighter" "A Broken Wing" (ponownie) "This Is My Now"                                | Christina Aguilera Martina McBride Jordin Sparks | Christina Aguilera Martina McBride Jordin Sparks | Christina Aguilera Martina McBride Jordin Sparks | Christina Aguilera Martina McBride Jordin Sparks | Christina Aguilera Martina McBride Jordin Sparks | Christina Aguilera Martina McBride Jordin Sparks | Christina Aguilera Martina McBride Jordin Sparks | Christina Aguilera Martina McBride Jordin Sparks | Christina Aguilera Martina McBride Jordin Sparks | Christina Aguilera Martina McBride Jordin Sparks | Christina Aguilera Martina McBride Jordin Sparks | Christina Aguilera Martina McBride Jordin Sparks | Christina Aguilera Martina McBride Jordin Sparks | Christina Aguilera Martina McBride Jordin Sparks | Christina Aguilera Martina McBride Jordin Sparks | Christina Aguilera Martina McBride Jordin Sparks | Christina Aguilera Martina McBride Jordin Sparks | Christina Aguilera Martina McBride Jordin Sparks | Christina Aguilera Martina McBride Jordin Sparks | Christina Aguilera Martina McBride Jordin Sparks | Christina Aguilera Martina McBride Jordin Sparks | Christina Aguilera Martina McBride Jordin Sparks | Christina Aguilera Martina McBride Jordin Sparks | Christina Aguilera Martina McBride Jordin Sparks | Christina Aguilera Martina McBride Jordin Sparks | Christina Aguilera Martina McBride Jordin Sparks | Christina Aguilera Martina McBride Jordin Sparks | Christina Aguilera Martina McBride Jordin Sparks | Christina Aguilera Martina McBride Jordin Sparks | Christina Aguilera Martina McBride Jordin Sparks | Christina Aguilera Martina McBride Jordin Sparks | Christina Aguilera Martina McBride Jordin Sparks | Christina Aguilera Martina McBride Jordin Sparks | Christina Aguilera Martina McBride Jordin Sparks | Christina Aguilera Martina McBride Jordin Sparks | Christina Aguilera Martina McBride Jordin Sparks | Christina Aguilera Martina McBride Jordin Sparks | Christina Aguilera Martina McBride Jordin Sparks | Christina Aguilera Martina McBride Jordin Sparks | Christina Aguilera Martina McBride Jordin Sparks | Christina Aguilera Martina McBride Jordin Sparks | Christina Aguilera Martina McBride Jordin Sparks | Christina Aguilera Martina McBride Jordin Sparks | Christina Aguilera Martina McBride Jordin Sparks | Christina Aguilera Martina McBride Jordin Sparks | Christina Aguilera Martina McBride Jordin Sparks | Christina Aguilera Martina McBride Jordin Sparks | Christina Aguilera Martina McBride Jordin Sparks | Christina Aguilera Martina McBride Jordin Sparks | Christina Aguilera Martina McBride Jordin Sparks | Christina Aguilera Martina McBride Jordin Sparks | Christina Aguilera Martina McBride Jordin Sparks | Christina Aguilera Martina McBride Jordin Sparks | Christina Aguilera Martina McBride Jordin Sparks | Christina Aguilera Martina McBride Jordin Sparks | Christina Aguilera Martina McBride Jordin Sparks | Christina Aguilera Martina McBride Jordin Sparks | Christina Aguilera Martina McBride Jordin Sparks | Christina Aguilera Martina McBride Jordin Sparks | Christina Aguilera Martina McBride Jordin Sparks | Christina Aguilera Martina McBride Jordin Sparks | Christina Aguilera Martina McBride Jordin Sparks | Christina Aguilera Martina McBride Jordin Sparks | Christina Aguilera Martina McBride Jordin Sparks | Christina Aguilera Martina McBride Jordin Sparks | Christina Aguilera Martina McBride Jordin Sparks | Christina Aguilera Martina McBride Jordin Sparks | Christina Aguilera Martina McBride Jordin Sparks | Christina Aguilera Martina McBride Jordin Sparks | Christina Aguilera Martina McBride Jordin Sparks | Christina Aguilera Martina McBride Jordin Sparks | Christina Aguilera Martina McBride Jordin Sparks | Christina Aguilera Martina McBride Jordin Sparks | Christina Aguilera Martina McBride Jordin Sparks | Christina Aguilera Martina McBride Jordin Sparks | Christina Aguilera Martina McBride Jordin Sparks | Christina Aguilera Martina McBride Jordin Sparks | Christina Aguilera Martina McBride Jordin Sparks | Christina Aguilera Martina McBride Jordin Sparks | Christina Aguilera Martina McBride Jordin Sparks | Christina Aguilera Martina McBride Jordin Sparks | Christina Aguilera Martina McBride Jordin Sparks | Christina Aguilera Martina McBride Jordin Sparks | Christina Aguilera Martina McBride Jordin Sparks | Christina Aguilera Martina McBride Jordin Sparks | Christina Aguilera Martina McBride Jordin Sparks | Christina Aguilera Martina McBride Jordin Sparks | Christina Aguilera Martina McBride Jordin Sparks | Christina Aguilera Martina McBride Jordin Sparks | Christina Aguilera Martina McBride Jordin Sparks | Christina Aguilera Martina McBride Jordin Sparks | Christina Aguilera Martina McBride Jordin Sparks | Christina Aguilera Martina McBride Jordin Sparks | Christina Aguilera Martina McBride Jordin Sparks | Christina Aguilera Martina McBride Jordin Sparks | Christina Aguilera Martina McBride Jordin Sparks | Christina Aguilera Martina McBride Jordin Sparks | Christina Aguilera Martina McBride Jordin Sparks | Christina Aguilera Martina McBride Jordin Sparks | Christina Aguilera Martina McBride Jordin Sparks | Zwycięstwo       | Zwycięstwo       | Zwycięstwo       | Zwycięstwo       | Zwycięstwo       | Zwycięstwo       | Zwycięstwo       | Zwycięstwo       | Zwycięstwo       | Zwycięstwo       | Zwycięstwo       | Zwycięstwo       | Zwycięstwo       | Zwycięstwo       | Zwycięstwo       | Zwycięstwo       | Zwycięstwo       | Zwycięstwo       | Zwycięstwo       | Zwycięstwo       | Zwycięstwo       | Zwycięstwo       | Zwycięstwo       | Zwycięstwo       | Zwycięstwo       | Zwycięstwo       | Zwycięstwo       | Zwycięstwo       | Zwycięstwo       | Zwycięstwo       | Zwycięstwo       | Zwycięstwo       | Zwycięstwo       | Zwycięstwo       | Zwycięstwo       | Zwycięstwo       | Zwycięstwo       | Zwycięstwo       | Zwycięstwo       | Zwycięstwo       | Zwycięstwo       | Zwycięstwo       | Zwycięstwo       | Zwycięstwo       | Zwycięstwo       | Zwycięstwo       | Zwycięstwo       | Zwycięstwo       | Zwycięstwo       | Zwycięstwo       | Zwycięstwo       | Zwycięstwo       | Zwycięstwo       | Zwycięstwo       | Zwycięstwo       | Zwycięstwo       | Zwycięstwo       | Zwycięstwo       | Zwycięstwo       | Zwycięstwo       | Zwycięstwo       | Zwycięstwo       | Zwycięstwo       | Zwycięstwo       | Zwycięstwo       | Zwycięstwo       | Zwycięstwo       | Zwycięstwo       | Zwycięstwo       | Zwycięstwo       | Zwycięstwo       | Zwycięstwo       | Zwycięstwo       | Zwycięstwo       | Zwycięstwo       | Zwycięstwo       | Zwycięstwo       | Zwycięstwo       | Zwycięstwo       | Zwycięstwo       | Zwycięstwo       | Zwycięstwo       | Zwycięstwo       | Zwycięstwo       | Zwycięstwo       | Zwycięstwo       | Zwycięstwo       | Zwycięstwo       | Zwycięstwo       | Zwycięstwo       | Zwycięstwo       | Zwycięstwo       | Zwycięstwo       | Zwycięstwo       | Zwycięstwo       | Zwycięstwo       | Zwycięstwo       | Zwycięstwo       | Zwycięstwo       | Zwycięstwo       |
| "—" oznacza, że Jordin nie była zagrożona. |            |            |            |            |            |            |            |            |            |            |            |            |            |            |            |            |            |            |            |            |            |            |            |            |            |            |            |            |            |            |            |            |            |            |            |            |            |            |            |            |            |            |            |            |            |            |            |            |            |            |            |            |            |            |            |            |            |            |            |            |            |            |            |            |            |            |            |            |            |            |            |            |            |            |            |            |            |            |            |            |            |            |            |            |            |            |            |            |            |            |            |            |            |            |            |            |            |            |            |                                                                                      |                                                                                      |                                                                                      |                                                                                      |                                                                                      |                                                                                      |                                                                                      |                                                                                      |                                                                                      |                                                                                      |                                                                                      |                                                                                      |                                                                                      |                                                                                      |                                                                                      |                                                                                      |                                                                                      |                                                                                      |                                                                                      |                                                                                      |                                                                                      |                                                                                      |                                                                                      |                                                                                      |                                                                                      |                                                                                      |                                                                                      |                                                                                      |                                                                                      |                                                                                      |                                                                                      |                                                                                      |                                                                                      |                                                                                      |                                                                                      |                                                                                      |                                                                                      |                                                                                      |                                                                                      |                                                                                      |                                                                                      |                                                                                      |                                                                                      |                                                                                      |                                                                                      |                                                                                      |                                                                                      |                                                                                      |                                                                                      |                                                                                      |                                                                                      |                                                                                      |                                                                                      |                                                                                      |                                                                                      |                                                                                      |                                                                                      |                                                                                      |                                                                                      |                                                                                      |                                                                                      |                                                                                      |                                                                                      |                                                                                      |                                                                                      |                                                                                      |                                                                                      |                                                                                      |                                                                                      |                                                                                      |                                                                                      |                                                                                      |                                                                                      |                                                                                      |                                                                                      |                                                                                      |                                                                                      |                                                                                      |                                                                                      |                                                                                      |                                                                                      |                                                                                      |                                                                                      |                                                                                      |                                                                                      |                                                                                      |                                                                                      |                                                                                      |                                                                                      |                                                                                      |                                                                                      |                                                                                      |                                                                                      |                                                                                      |                                                                                      |                                                                                      |                                                                                      |                                                                                      |                                                                                      |                                                                                      |                                                  |                                                  |                                                  |                                                  |                                                  |                                                  |                                                  |                                                  |                                                  |                                                  |                                                  |                                                  |                                                  |                                                  |                                                  |                                                  |                                                  |                                                  |                                                  |                                                  |                                                  |                                                  |                                                  |                                                  |                                                  |                                                  |                                                  |                                                  |                                                  |                                                  |                                                  |                                                  |                                                  |                                                  |                                                  |                                                  |                                                  |                                                  |                                                  |                                                  |                                                  |                                                  |                                                  |                                                  |                                                  |                                                  |                                                  |                                                  |                                                  |                                                  |                                                  |                                                  |                                                  |                                                  |                                                  |                                                  |                                                  |                                                  |                                                  |                                                  |                                                  |                                                  |                                                  |                                                  |                                                  |                                                  |                                                  |                                                  |                                                  |                                                  |                                                  |                                                  |                                                  |                                                  |                                                  |                                                  |                                                  |                                                  |                                                  |                                                  |                                                  |                                                  |                                                  |                                                  |                                                  |                                                  |                                                  |                                                  |                                                  |                                                  |                                                  |                                                  |                                                  |                                                  |                                                  |                                                  |                                                  |                                                  |                                                  |                                                  |                  |                  |                  |                  |                  |                  |                  |                  |                  |                  |                  |                  |                  |                  |                  |                  |                  |                  |                  |                  |                  |                  |                  |                  |                  |                  |                  |                  |                  |                  |                  |                  |                  |                  |                  |                  |                  |                  |                  |                  |                  |                  |                  |                  |                  |                  |                  |                  |                  |                  |                  |                  |                  |                  |                  |                  |                  |                  |                  |                  |                  |                  |                  |                  |                  |                  |                  |                  |                  |                  |                  |                  |                  |                  |                  |                  |                  |                  |                  |                  |                  |                  |                  |                  |                  |                  |                  |                  |                  |                  |                  |                  |                  |                  |                  |                  |                  |                  |                  |                  |

#### Po konkursie
Piosenka z American Idol została wydana dla iTunes jako singel digital download, dodana na oficjalną stronę konkursu i nagrana na Jordin Sparks – EP. Na EP nagrano dłuższą wersję piosenki niż z finału konkursu, a produkcją samego mini albumu zajęła się wytwórnia SoundScan.
Po finale, zaśpiewała piosenkę w wielu programach telewizyjnych, m.in. w The Morning Show with Mike and Juliet, The Today Show, Live with Regis and Kelly, The Early Show i The View. Piosenkarka zaśpwiewała piosenki „God Bless America” i „America the Beautiful” 4 lipca 2007 w dniu niepodległości Stanów Zjednoczonych.
Latem 2007 wyruszyła na trasę American Idol Live Tour 2007, trwała ona od 6 lipca do 23 września 2007. Później od kwietnia do czerwca 2008 śpiewała jako support na trasie koncertowej Alicii Keys As I Am Tour. Zanim rozpoczęła się trasa, pierwszy raz zaśpiewała piosenkę „No Air” w duecie z Chrisem Brownem, 10 kwietnia na Idol Gives Back.

### Kariera

#### Jordin Sparks
17 sierpnia 2007 rozpoczęła nagrywanie materiału na swoją debiutancką płytę w studiach 19 Recordings, Jive Records i Zomba Label Group. Piosenkarka zaczęła nagrania w Los Angeles, pod koniec trasy American Idol Live Tour 2007 Wypowiedziała się ona o albumie: „połączenie pop rocku uczestniczki Idola Kelly Clarkson z R&B Beyonce.” Jej debiutancki album został wydany 20 i 27 grudnia 2007.
Pierwszym singlem promującym album jest piosenka „Tattoo”, wydana w USA 27 sierpnia 2007. Utwór stał się pierwszym singlem znajdującym się w pierwszej dziesiątce listy Billboard. Po wydaniu singla, na oficjalnej stronie piosenkarki zamieszczono ankietę, która miała wyłonić piosenkę na drugi singel z albumu („No Air”, „Freeze”, „One Step at a Time” lub „Shy Boy”). W niedzielę 3 lutego 2008 podano wyniki. Najwięcej głosów otrzymała piosenka "No Air". Tego samego dnia utwór trafił do rozgłośni radiowych. Piosenka stała się później hitowym singlem, zajmując na amerykańskiej liście Billboard Hot 100 pozycję #3, w ciągu czterech tygodni.
W 2009 wystąpiła gościnnie w serialu komediowym na Disney Channel Suite Life: Nie ma to jak statek (odc.32). Wykonała w nim swój utwór Battlefield z albumu pod tym samym tytułem z 2009. Wystąpiła również w serialu Big Time Rush (odc.16 sezon 1) wyświetlanym na kanale Nickelodeon.

## Dyskografia

### Albumy
| Rok  | Informacje                                                          | Notowania | Notowania | Notowania | Notowania | Notowania | Sprzedaż i wyróżnienia                                                                  |
| Rok  | Informacje                                                          | US        | CAN       | NZ        | AUS       | Świat     | Sprzedaż i wyróżnienia                                                                  |
| ---- | ------------------------------------------------------------------- | --------- | --------- | --------- | --------- | --------- | --------------------------------------------------------------------------------------- |
| 2007 | Jordin Sparks - Pierwszy album studyjny - Wydany: 20 listopada 2007 | 10        | 12        | 10        | 19        | 14        | - Sprzedaż w USA: 914 000+ - Certyfikat RIAA: platyna - Sprzedaż na świecie: 1 116 000+ |
| 2009 | Battlefield - Drugi album studyjny - Wydany: 20 lipca 2009          | –         | –         | –         | –         | –         | - Sprzedaż w USA: bd. - Certyfikat RIAA: – - Sprzedaż na świecie: –                     |

### Single
| Rok  | Tytuł                             | Pozycja w notowaniu | Pozycja w notowaniu | Pozycja w notowaniu | Pozycja w notowaniu | Pozycja w notowaniu | Pozycja w notowaniu | Pozycja w notowaniu | Pozycja w notowaniu | Pozycja w notowaniu | Pozycja w notowaniu | Pozycja w notowaniu | Pozycja w notowaniu | Album         |
| Rok  | Tytuł                             | US                  | US Pop              | US R&B              | CAN                 | NZ                  | AUS                 | UK                  | IRE                 | GER                 | BRA                 | SWE                 | UWC                 | Album         |
| ---- | --------------------------------- | ------------------- | ------------------- | ------------------- | ------------------- | ------------------- | ------------------- | ------------------- | ------------------- | ------------------- | ------------------- | ------------------- | ------------------- | ------------- |
| 2007 | "This Is My Now"                  | 15                  | 16                  | –                   | 25                  | –                   | –                   | –                   | –                   | –                   | –                   | –                   | –                   | Jordin Sparks |
| 2007 | "Tattoo"                          | 8                   | 6                   | –                   | 3                   | 12                  | 5                   | 50                  | –                   | –                   | 26                  | –                   | 14                  | Jordin Sparks |
| 2008 | "No Air" (duet z Chrisem Brownem) | 3                   | 2                   | 4                   | 3                   | 1                   | 1                   | 3                   | 2                   | 10                  | 19                  | 4                   | 7                   | Jordin Sparks |
| 2008 | "One Step at a Time"              | 17                  | 7                   | –                   | 11                  | 10                  | 40                  | –                   | –                   | –                   | –                   | –                   | 25                  | Jordin Sparks |
| 2009 | "Battlefield"                     | 10                  | –                   | –                   | 5                   | 3                   | 4                   | 11                  | 9                   | 40                  | –                   | 39                  | –                   | Battlefield   |
| 2009 | "S.O.S. (Let the Music Play)"     | 124                 | -                   | -                   | 46                  | -                   | 54                  | 13                  | 36                  | -                   | -                   | 7                   | -                   | Battlefield   |
| 2010 | "Don't Let it Go to Your Head"    | -                   | -                   | -                   | -                   | -                   | -                   | -                   | -                   | -                   | -                   | -                   | -                   | Battlefield   |

### Wyróżnienia utworów
| Rok  | Tytuł    | US      | AUS     | CAN     | DEN     | NZ      | Album         |
| ---- | -------- | ------- | ------- | ------- | ------- | ------- | ------------- |
| 2008 | "Tattoo" | Platyna | Złoto   | Platyna | Złoto   | Złoto   | Jordin Sparks |
| 2008 | "No Air" | Platyna | Platyna | Złoto   | Platyna | Platyna | Jordin Sparks |

### Inne notowane piosenki
| Rok  | Tytuł                  | Pozycje | Pozycje | Album            |
| Rok  | Tytuł                  | US      | US Pop  | Album            |
| ---- | ---------------------- | ------- | ------- | ---------------- |
| 2007 | "A Broken Wing"        | 52      | 64      | Jordin Sparks EP |
| 2007 | "I (Who Have Nothing)" | 78      | –       | Jordin Sparks EP |

### Albumy EP
| Informacje                                                                                     |
| ---------------------------------------------------------------------------------------------- |
| For Now - Wydany: grudzień 2003 (US) - Wyróżnienia RIAA: N/A - Pozycje: N/A                    |
| Jordin Sparks EP - Wydany: 24 maja 2007 (US) - Pozycje: - #2 U.S. Billboard Top Digital Albums |

## Trasy koncertowe
- 2007:
  - American Idol LIVE! Tour 2007 – 6 lipca – 23 września.
- 2008:
  - As I Am Tour jako support Alicii Keys. 19 kwietnia – 18 czerwca.
  - Jesse & Jordin LIVE Tour – 5 – 30 sierpnia.